# Asterix

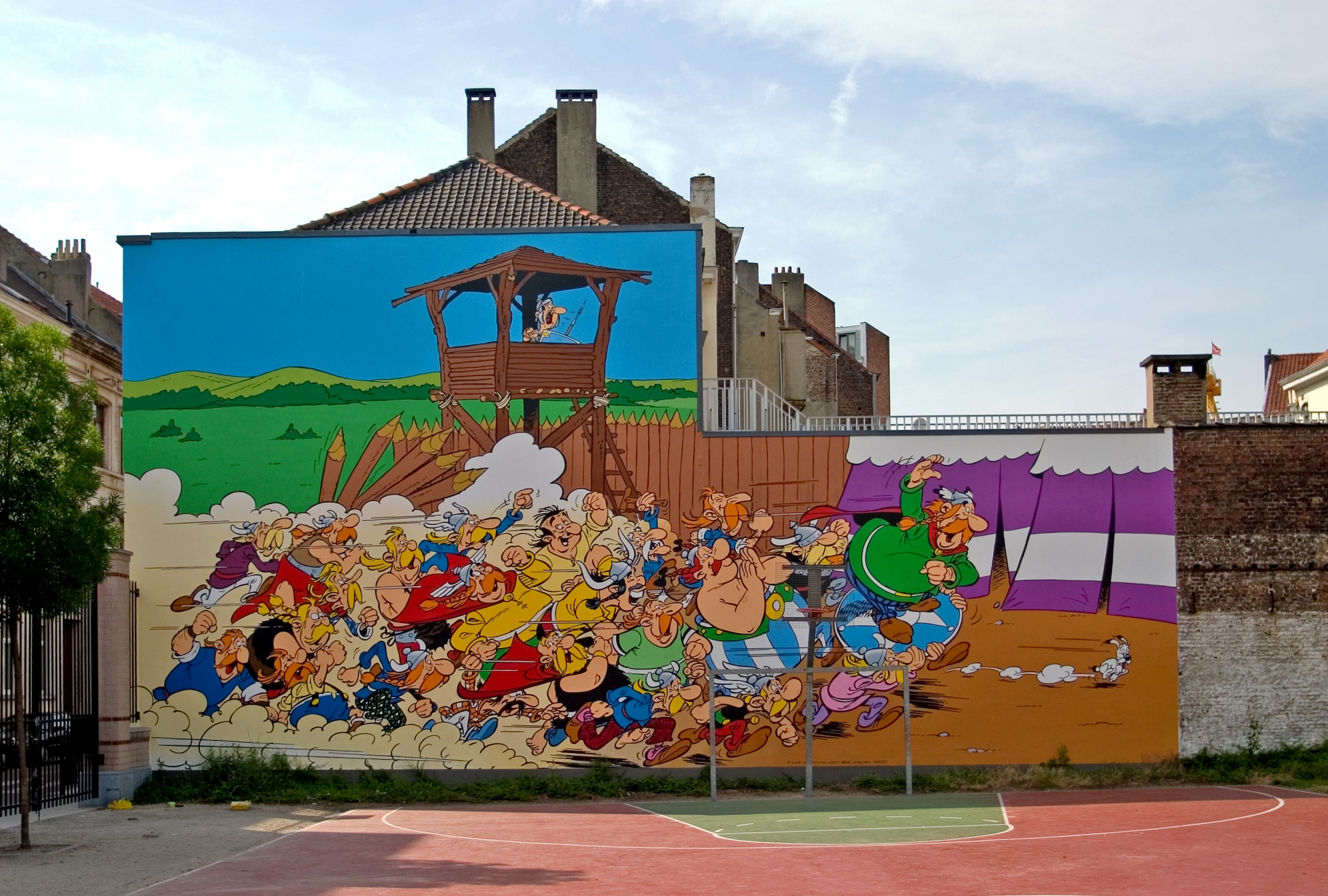
Wandgemälde der Hauptfiguren in Brüssel

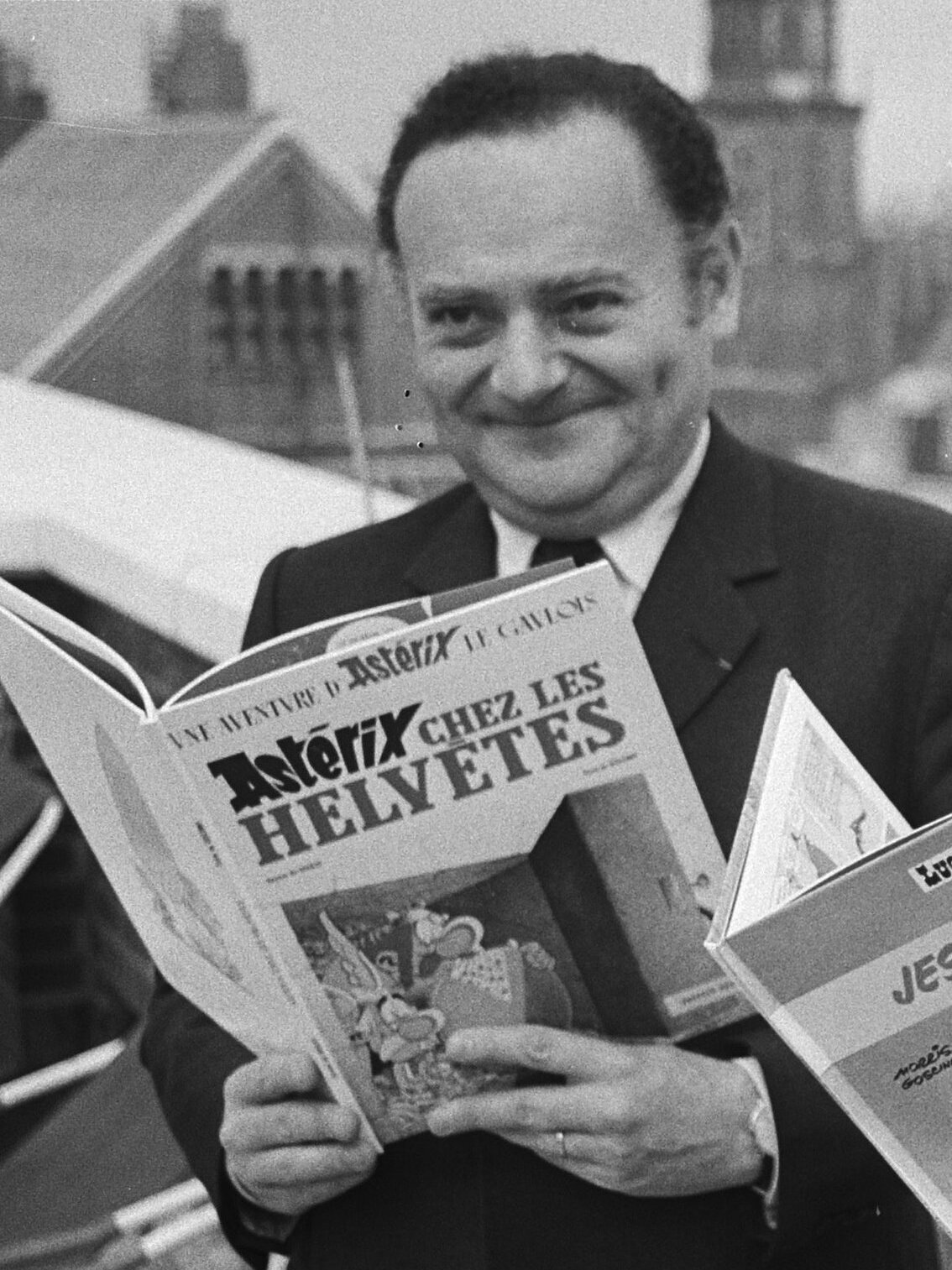
René Goscinny, Autor von Asterix, 1971

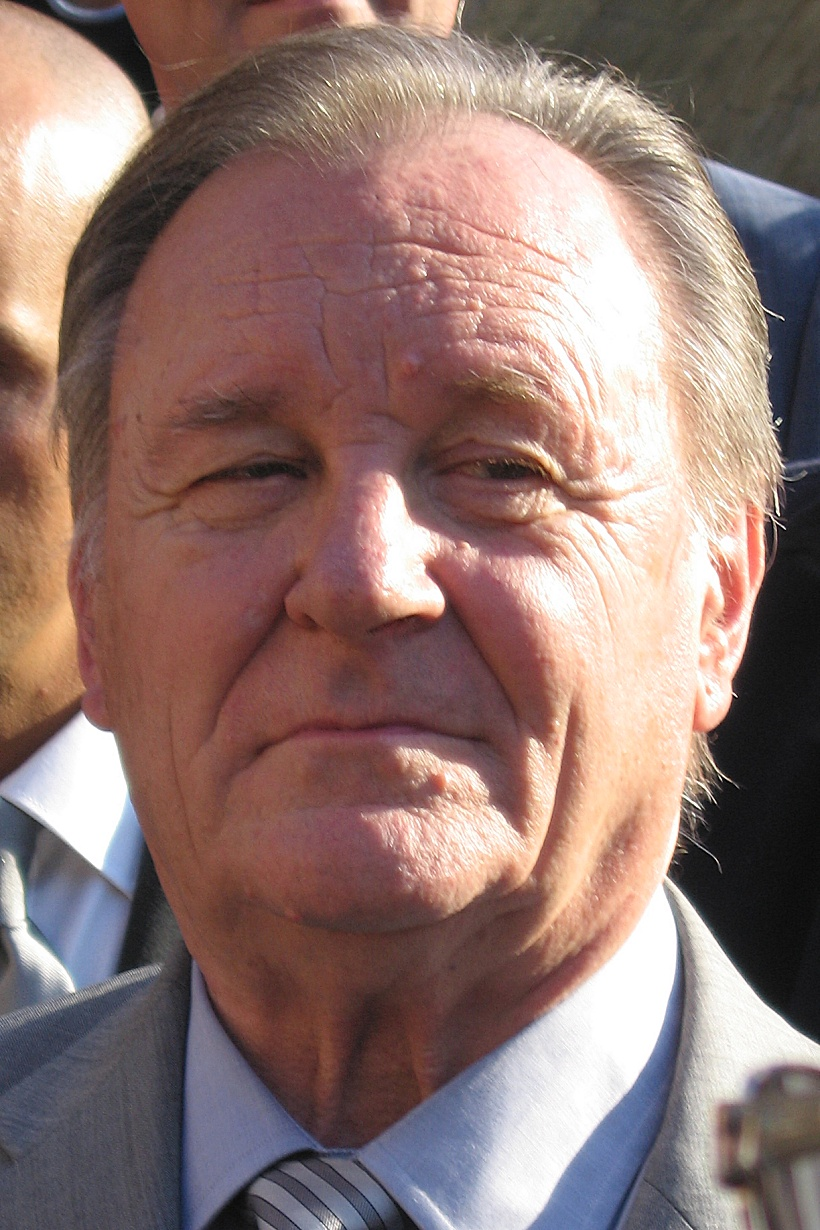
Albert Uderzo, Zeichner und Mitautor von Asterix, 2005

Asterix (im Original Astérix) ist die 1959 von Autor René Goscinny (1926–1977) und Zeichner Albert Uderzo (1927–2020) geschaffene, erfolgreichste französische Comicserie.
Hauptfiguren sind der Titelheld Asterix, sein Freund Obelix und weitere Bewohner eines kleinen Dorfes in Aremorica im Gallien der Zeit um 50 v. Chr. Mit Hilfe eines Zaubertranks ihres Druiden Miraculix, der übermenschliche Kräfte verleiht, leisten sie den römischen Eroberern Widerstand. Ihre Abenteuer führen sie durch die ganze antike Welt und über sie hinaus. Dank einer Kombination von subtilem, satirischem Humor mit grobem Klamauk spricht Asterix eine breite Leserschaft der unterschiedlichsten Altersgruppen und sozialen Schichten an. Die Comic-Serie gehört zu den wenigen, die in der Schule, vor allem im Fremdsprachenunterricht für Französisch, Latein und Altgriechisch, verwendet werden.
Nach dem Tod von René Goscinny nahm Albert Uderzo von Band 25 (Der große Graben) bis Band 34 (Asterix & Obelix feiern Geburtstag) auch die Funktion als Autor wahr. Seit Band 35 (Asterix bei den Pikten) wurde die Serie von Didier Conrad als Zeichner und Jean-Yves Ferri als Texter gestaltet, seit Band 40 (Die weiße Iris) durch Conrad und Fabcaro. Die Geschichten erschienen ursprünglich in Fortsetzungen im Comic-Magazin Pilote und in Albenform im Verlag Dargaud. Heute werden die Alben im französischen Original bei Hachette Livre und in deutscher Übersetzung bei Egmont Ehapa Media verlegt. Insgesamt umfasst die Serie bislang 40 Alben. Das 41. Album ist für Oktober 2025 angekündigt. Bis auf die Episodenbände 32 (Asterix plaudert aus der Schule) und 34 (Asterix & Obelix feiern Geburtstag) erzählt jedes davon eine in sich geschlossene Geschichte. Zudem sind im Laufe der Jahre einige Kurzgeschichten erschienen. Mehrere Abenteuer wurden  verfilmt.

## Namen
Die Namen ‚Asterix‘ und ‚Obelix‘ leiten sich ab von den typografischen Zeichen Asterisk (‚*‘, französisch astérisque, griechisch ἀστερίσκος asterískos ‚Sternchen‘) und Obeliscus (‚†‘, französisch obélisque, griechisch ὀβελίσκος obeliskos ‚kleiner Spieß‘). Überdies sind sie angelehnt an die Namen bekannter gallischer Fürsten wie Vercingetorix, Dumnorix und Orgetorix, bei denen die Endung -rix ‚König‘ oder ‚Fürst‘ bedeutete.

## Inhalt
Die Geschichten spielen laut der Einleitung alle um das Jahr 50 v. Chr. (außer Asterix in Spanien, das laut Autor 45 v. Chr. spielen soll) in Gallien, dem heutigen Frankreich. Die Protagonisten leben in einem kleinen, fiktiven Küstendorf in Aremorica (der heutigen Bretagne) im Nordwesten Galliens in der Nähe von Condate (Rennes). Asterix und die übrigen Dorfbewohner erhalten durch einen Zaubertrank, der vom Druiden Miraculix gebraut wird, übermenschliche Kräfte und können unter dessen Wirkung der römischen Armee widerstehen, die von den vier befestigten Lagern Kleinbonum, Babaorum, Aquarium und Laudanum aus das Dorf bedroht. Damit bleibt das Dorf der einzige Ort in Gallien, der im Gallischen Krieg nicht von den Römern unter der Führung Julius Cäsars erobert und besetzt werden konnte. Kurz zuvor, 52 v. Chr., ereignete sich bei Alesia die schmerzliche Niederlage der Gallier unter ihrem Anführer Vercingetorix gegen Cäsar, die unter den Galliern zum Tabuthema wurde.
Asterix, ein Krieger, zeichnet sich durch besondere Pfiffigkeit aus. Er stellt mit geringer Größe und schmächtiger Gestalt zumindest äußerlich einen Gegenpol zu den in der Comicwelt sonst üblichen Helden dar. Den Kontrast zu ihm bildet sein dickster Freund, der große und starke, aber empfindliche und schlicht gestrickte Obelix, Asterix’ Gefährte bei allen Abenteuern (im ersten Band der Serie war Obelix allerdings noch eine Nebenfigur, die nur sporadisch auftauchte; ab dem zweiten Band war er als Sidekick unverzichtbar). Begleitet werden die beiden meistens von Obelix’ kleinem Hund Idefix (erster Auftritt im 5. Band Tour de France), gelegentlich auch von anderen Dorfbewohnern, etwa Häuptling Majestix, Druide Miraculix oder Barde Troubadix.
Die Geschichten spielen, meist abwechselnd, entweder in der unmittelbaren Umgebung des Gallierdorfes oder auf Reisen in Länder der ihnen damals bekannten, in neueren Bänden auch der ihnen unbekannten Welt. Die im Dorf angesiedelten Abenteuer drehen sich meist um die stets erfolglosen Versuche der römischen Armee, das Dorf mit immer neuen Einfällen schließlich doch zu unterjochen; aber gelegentlich versuchen Römer auch, das Dorf für ihre politischen Ambitionen zu nutzen. Die Geschichten im Dorf werden insbesondere durch das Auftreten von Fremden ausgelöst, die die Gallier in Unruhe versetzen. In den anderen Geschichten verschlägt es Asterix und Obelix in die Ferne, oft im Auftrag von Majestix oder Miraculix, wo sie zum Beispiel anderen bedrohten Orten beistehen sollen.

## Figuren
Neben Asterix, Obelix und dessen Hund Idefix werden im Vorspann jedes Albums der Häuptling des Dorfes, Majestix, der Druide Miraculix und der Barde Troubadix als Hauptfiguren vorgestellt. Im Laufe der Zeit haben sich weitere Dorfbewohner als feste Charaktere in der Serie etabliert, darunter Majestix’ Frau Gutemine, der Schmied Automatix, der Fischhändler Verleihnix und seine Frau Jellosubmarine sowie der steinalte Methusalix und seine blutjunge Frau. Zu den immer wieder auftretenden Gegnern der Gallier gehören Julius Cäsar und eine Bande von Piraten, deren Schiff regelmäßig versenkt wird.

## Schauplatz

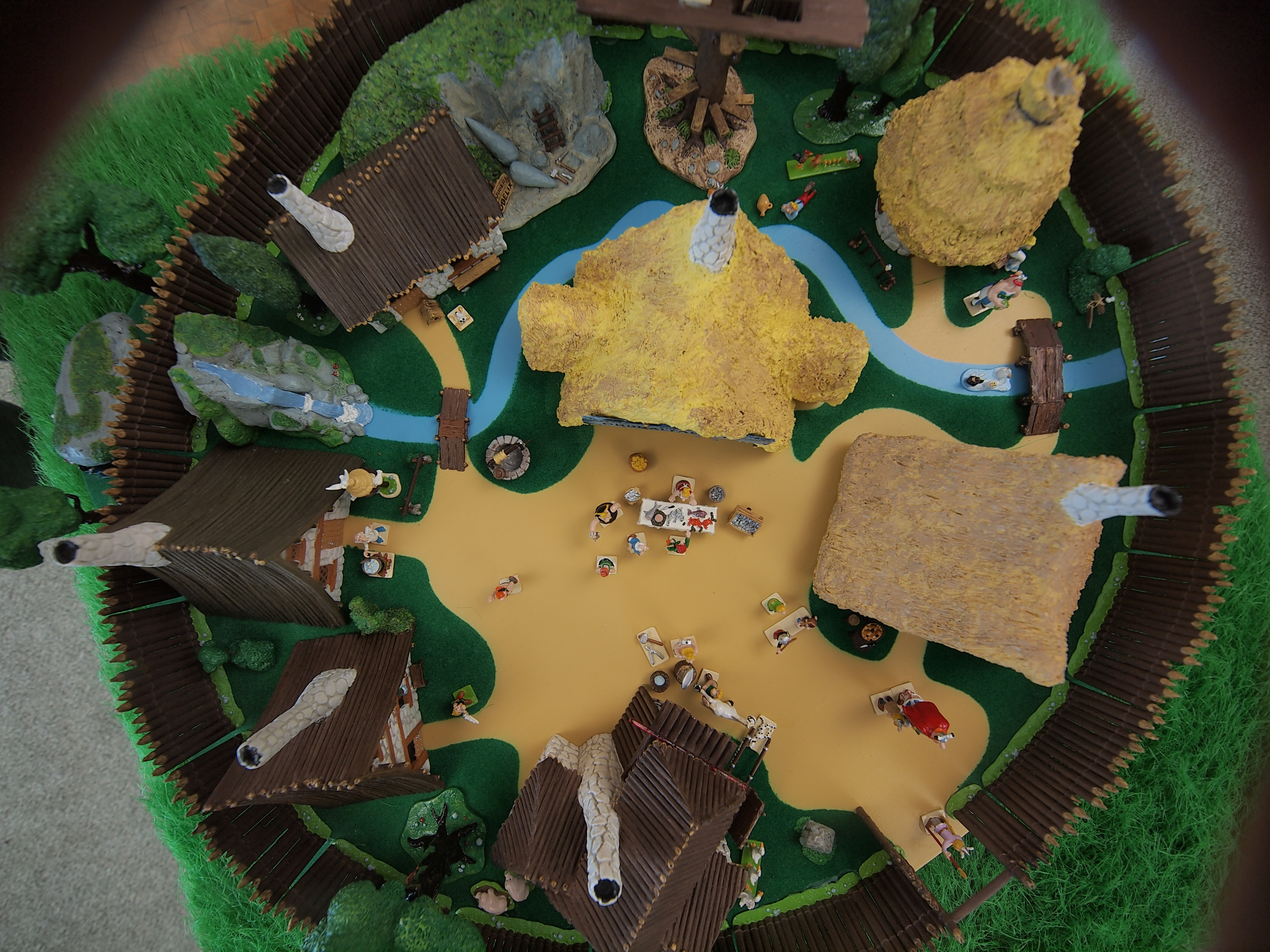
Das gallische Dorf in der Aufsicht (reduziertes Modell aus dem Römermuseum in Haltern am See)

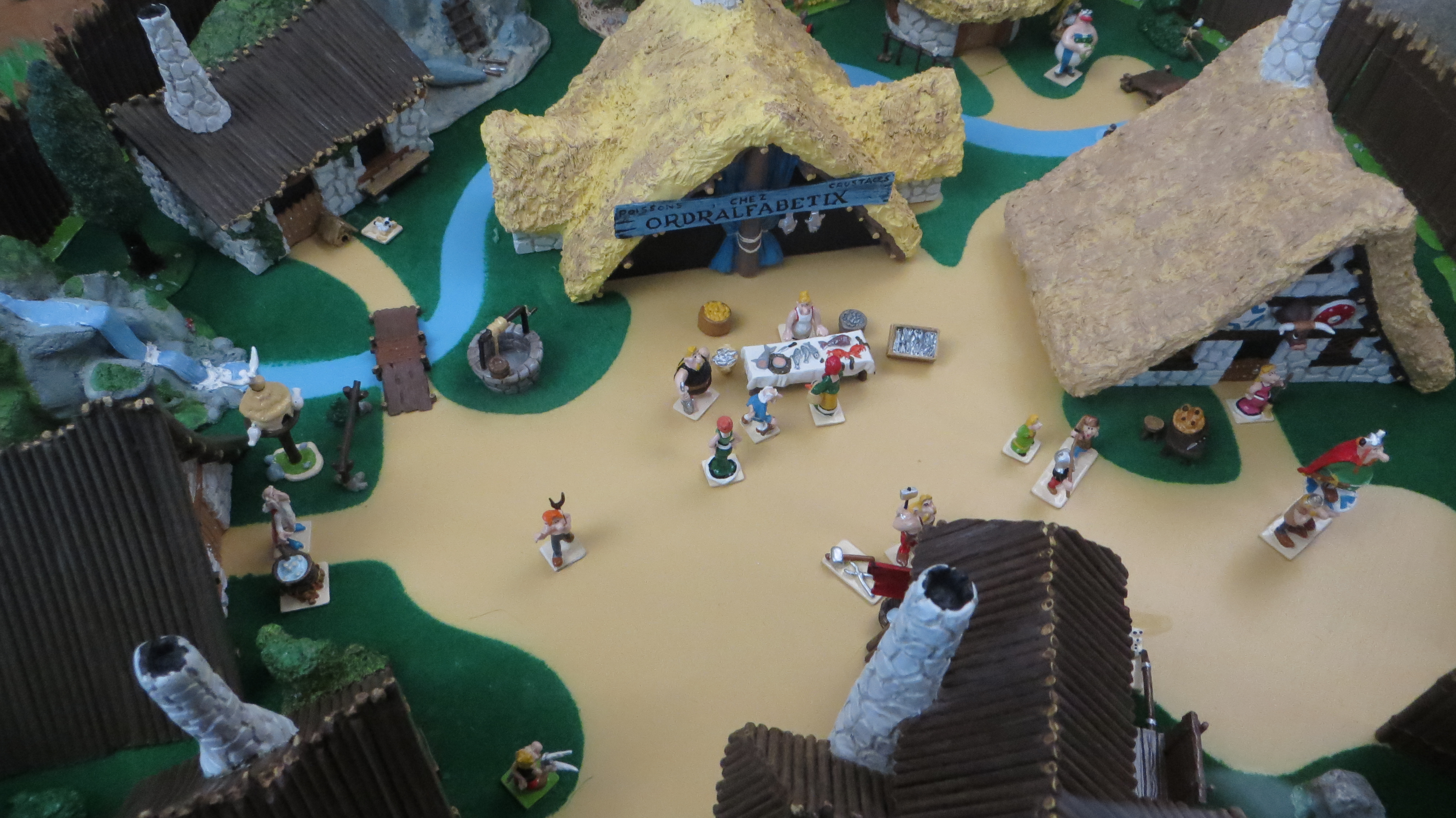
Das gallische Dorf in einer detaillierten Aufsicht

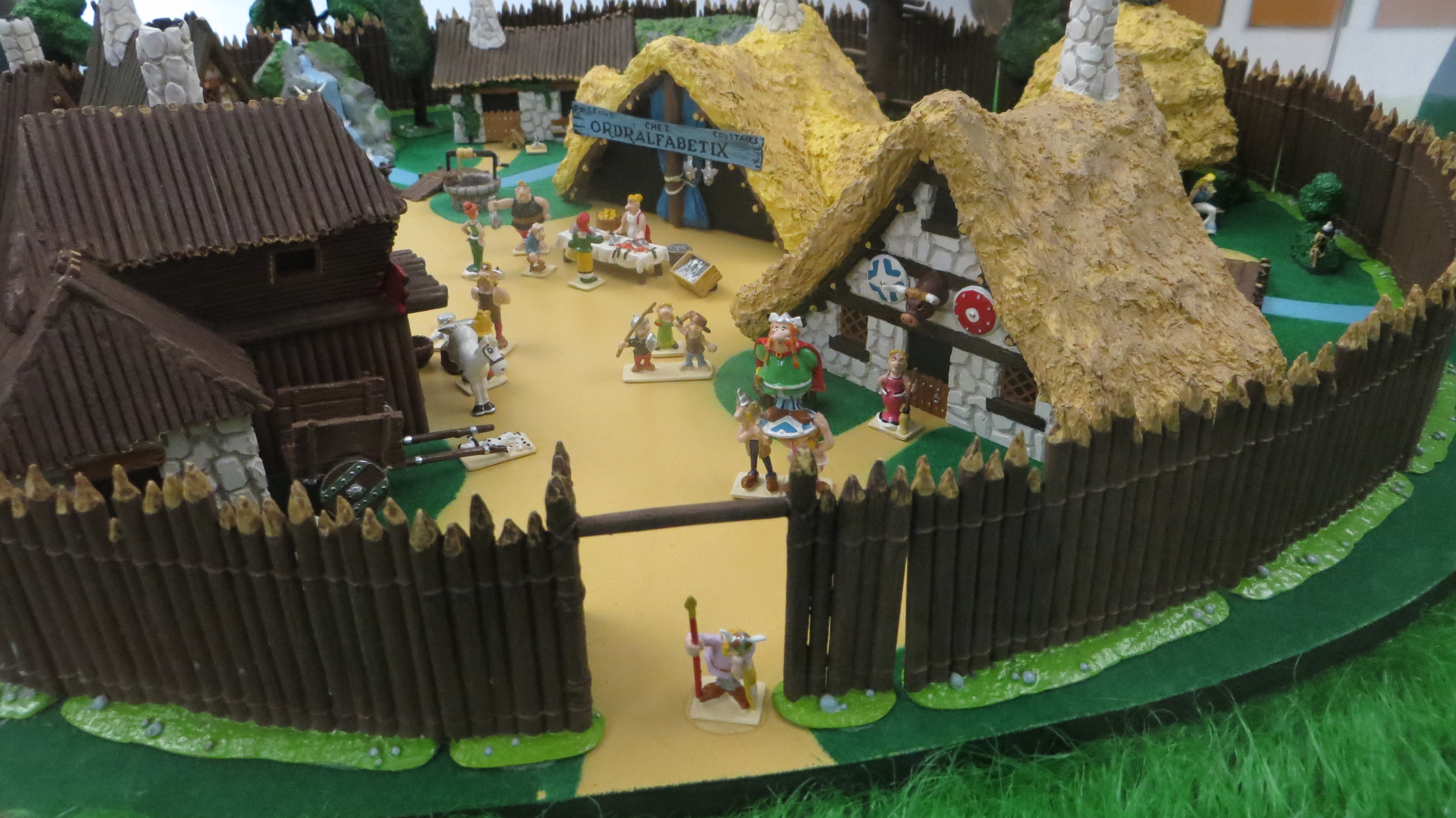
Gallisches Dorf aus Blickrichtung des Eingangs

Das fiktive Heimatdorf von Asterix hat keinen Namen, es wird, falls überhaupt, einfach als „kleines gallisches Dorf“ oder „das Dorf der Spinner“ bezeichnet. Für die Wahl des Ortes gab Goscinny die Nähe zur Küste vor, da die Gallier oft Reisen per Schiff unternehmen sollten. Uderzo wählte die Bretagne, da er sich dort während des Zweiten Weltkriegs zeitweise aufgehalten hatte und daher die Örtlichkeiten und die Landschaft kannte. In den Asterix-Bänden wird dieses Küstenland wie zu Zeiten Cäsars Aremorica genannt. Genauer wurde die Lage des Dorfes von den Autoren allerdings nie festgelegt, sie hatten bei den Zeichnungen keinen bestimmten Ort im Auge. In den abgebildeten Ansichten des Dorfes liegt es meistens in der Nähe einer Steilküste an einem Strand mit vorgelagerten Inseln. Es wird von einem Bach durchzogen, einzelne Felsen in Ufernähe werden von Obelix für die Produktion von Hinkelsteinen verwendet. Als möglicher Ort wird oft Erquy im Département Côtes-d’Armor genannt, allerdings widerspricht dies einigen Lageplänen des Dorfes in den Alben. Hiervon und von den örtlichen Gegebenheiten ausgehend wurde der Ort Le Moulin de la Rive im Département Finistère westlich von Locquirec genannt. Ein Indiz für die ungefähre Lokalisierung des Ortes sind die verschiedenen Kartenausschnitte, die innerhalb der Bände an mehreren Stellen erscheinen, so etwa in Band XIV, S. 27. Demnach muss das Dorf etwa zwischen den Orten Saint-Pol-de-Léon und Plouescat liegen, denn von diesem Küstenabschnitt aus legt in besagtem Kartenausschnitt das Boot von Asterix ab. Im Film Asterix und die Wikinger wird das Dorf an der Küste vor Penvénan, ebenfalls im Département Côtes-d’Armor, aber weit westlich von Erquy, gezeigt.
Auch die in den Geschichten abgebildeten Ansichten des Dorfes sind uneinheitlich (Anzahl der Häuser, ca. 20, ändert sich, sie wechseln ihre Position usw.). Stets sind jedoch die mit Trophäen geschmückte Häuptlingshütte, die Schmiede, das Fischgeschäft, das Baumhaus sowie der Taubenschlag vor der Druidenhütte dargestellt. Auch sind die eingezeichneten landwirtschaftlichen Flächen des vollständig von Wäldern umgebenen Dorfes vergleichsweise klein, da die Autoren irrtümlich annahmen, die Gallier hätten vorrangig von der Jagd und nicht vom Ackerbau gelebt.
Bei den Namen der römischen Legionärslager handelt es sich im französischen Original um phonetische Namenswitze: Petibonum = petit bonhomme (‚kleiner Kerl‘), Babaorum = Baba au rum (Süßigkeit, die viel Rum enthält), Laudanum = Laudanum.

## Der Zaubertrank
Der Zaubertrank, der übermenschliche Kräfte verleiht, ist die wichtigste Waffe der unbeugsamen Gallier. Nur eingeweihte Druiden wie Miraculix dürfen das Rezept kennen und weitergeben. Daher werden in den einzelnen Alben stets nur einzelne Zutaten genannt. Im ersten Band, in dem das Geheimnis der Kraft der Gallier durch die Römer entdeckt wird, verrät der Druide, dass er für den Zaubertrank Misteln und Hummer benötige. Während letzterer lediglich den Geschmack verfeinert, sind Misteln ein grundlegender Bestandteil des magischen Trankes. Auch entfalten sie ihre magische Wirkung für den Trank nur, wenn sie mit einer goldenen Sichel geschnitten werden. Weitere Zutaten sind frischer Fisch, wie in Die große Überfahrt bekannt wird, und laut Die Odyssee auch Steinöl, das Miraculix aber später durch Roterübensaft ersetzt. Das Aroma des Zaubertranks kann der Druide variieren. In den Asterix-Alben heißt es auch, dass man für den Trank vierblättrige Kleeblätter benötige und er im gefrorenen Zustand seine Wirkung verliere. Er wirkt auch bei Hunden und Fischen (siehe Asterix und Kleopatra und Asterix bei den Briten).
Der Zaubertrank wirkt nach einem Schluck für mehrere Stunden und macht eine Person stark genug, um einen Baum auszureißen oder einen Felsblock in die Höhe zu heben. Die Stärke kann von der eingenommenen Menge des Trankes abhängen, da Obelix, der als Kind in einen Kessel mit Zaubertrank gefallen war, auch Leute besiegen kann, die selbst von dem Trank getrunken haben. Der Zaubertrank macht nach Miraculix’ mehrfachem Hinweis zwar nicht unverwundbar, doch er scheint aufbauend zu wirken: In Asterix bei den Briten erlangt der Rugbyspieler Hiphiphurrax durch eines Schluck des Trankes nicht nur gewaltige Kräfte, sondern ist nebenbei auch noch von seinen Sportverletzungen kuriert. In Asterix im Morgenland hilft er Troubadix seine durch eine Erkältung verlorene Stimme zurückzugewinnen. Er führt aber auch zu ungewünschten Nebenwirkungen wenn er nach einem anderen von Miraculix hergestellten Trank oder in zu großen Mengen getrunken wird (siehe Der große Graben und Obelix auf Kreuzfahrt).

## Besonderheiten und Interpretationen
In den Asterix-Geschichten wird die Welt zur Zeit des Imperium Romanum fantasievoll ausgeschmückt. Dabei unterläuft den Autoren eine Reihe von unbeabsichtigten oder akzeptierten Fehlern und Anachronismen, z. B. stammen das Stadtbild von Rom und die Legionärsrüstungen aus einer gut 100 Jahre später liegenden Zeit; überdies waren die Tuniken der Legionäre nicht grün, sondern bei Soldaten weiß und bei Centurionen rot. Anspielungen auf moderne Ideen oder Gegenstände werden hingegen bewusst als humoristisches Element eingebracht. Daneben leben die Geschichten von der satirischen Überzeichnung üblicher sozialer Klischees, insbesondere im Zusammenhang mit den Geschlechterrollen, dem Generationenkonflikt und dem Konflikt zwischen Land- und Stadtbevölkerung, Provinz und (zentralistischer) Metropole. Geschäftsgebaren, das Verhalten der Amtsinhaber, militärischer Stumpfsinn und andere, meist moderne Probleme werden ebenso karikiert. Insbesondere sollen die Römer keine Karikatur der Italiener sein, sondern vielmehr die Auseinandersetzung zwischen der lateinischen und der gallischen Wurzel der heutigen Franzosen darstellen. Römischem Ordnungssinn und Bürokratie wird ein gallisches/französisches Laissez-faire entgegengestellt. Zugleich nutzen und genießen die Gallier aber auch die Errungenschaften der römischen Kultur wie etwa das Straßennetz und manchmal auch die Badeanlagen.
Eine wesentliche Rolle spielen Anachronismen auch bei den Zusammentreffen von Asterix und Obelix mit Vertretern anderer Völker, deren heutige spezifische Eigenarten und jeweilige Kulturen aus französischer Sicht – zugleich mit den in dieser Sicht enthaltenen Klischees – parodiert werden. So pflegen die Briten jeden einzelnen Grashalm auf ihrem „englischen“ Rasen, pflegen eine ungewöhnliche Esskultur und trinken pünktlich um 17 Uhr ihre Tasse heißes Wasser mit Milch (Teeblätter werden erst durch Asterix als Kulturbringer eingeführt). Die Goten (als Abbild der Deutschen), deren Sprechblasentexte in Frakturschrift gehalten sind, erscheinen als streitsüchtige Militaristen mit Pickelhaube in Stahlhelmform, die Normannen als furchtlose Krieger, die Calvados aus Schädeln trinken und alle Speisen à la crème zubereiten. Bei den Helvetiern als Vorfahren der Schweizer treffen die Gallier auf penibel genaue Uhren, hochreine Sauberkeit, Bankschließfächer und Käsefondue.
Charakteristisch für das internationale Figurenpersonal der Serie sind die Endungen der (männlichen) Namen, die jeweils die ethnische Zugehörigkeit anzeigen. So steht -ix für alle Gallier (abgeleitet von Vercingetorix und anderen zeitgenössischen gallischen Häuptlingen, deren Endung „-rix“ im Keltischen allerdings ‚König‘ bedeutet; auch Belgier sind laut Cäsars Buch Vom Gallischen Krieg ein gallisches Volk, wenngleich diese großen Wert auf ihre germanische Abstammung legten), -ax für Briten, -ik oder -ich für Goten, -af für Normannen, -is für Ägypter, -us für Römer, -os oder -as für Griechen, -ah für Inder, während die Namen der Pikten alle mit Mac beginnen. Die Namen der gallischen Frauen enden im französischen Original wie auch in der deutschen Übersetzung meistens auf -ine. Römische und korsische Frauennamen enden auf -a. Diese Endungen finden sich – soweit sprachlich möglich – auch jeweils in den Übersetzungen der Alben wieder. Die Namen sind regelmäßig „sprechende“ Namen mit Anspielungen auf Eigenheiten des Namensträgers und Wortspielen, vor allem durch Einbezug der charakteristischen Endungen (z. B. der ägyptische Architekt Numerobis in Asterix und Kleopatra, von französischen numéro bis [‚Nummer zwei‘], was im Sinne von ‚zweitrangig‘ bzw. ‚zweitklassig‘ auf seine berufliche Unfähigkeit anspielt).
In der französischen Originalfassung ist eine Vielzahl für uns heute kaum erkennbarer Anspielungen auf das politische Tagesgeschehen Frankreichs in der Entstehungszeit der Geschichten enthalten. Asterix galt stets auch als politische Satire, auch wenn dies nicht dem Selbstverständnis der Autoren entsprach. Die Grundidee der Asterix-Geschichten, der erfolgreiche Kampf von David gegen Goliat, wird gelegentlich dahingehend interpretiert, dass das unbeugsame Dorf die Résistance symbolisiert, während das Römische Reich für die deutschen Eindringlinge steht. Besonders deutlich wird dies im Band Tour de France, in dem „Widerstandsgruppen“ in den verschiedenen Städten den von den Römern verfolgten Galliern Asterix und Obelix helfen. Auch in der Geschichte des Dorfhahns im Kampf gegen den (imperialen) Adler kommt dieser Aspekt symbolisch zum Ausdruck. Andere Interpretationen unterstellen den Autoren gaullistische Tendenzen. Die Grundkonstellation „Ein Dorf gegen die ganze Welt“ wird auch als Parodie der Autoren auf eine wahrgenommene Übertreibung und legendenhafte Ausschmückung der Erinnerung der französischen Nachkriegsrepubliken an die Résistance gesehen. Patrick Bahners bezeichnete es als „Ironie der Geschichte“, dass Goscinny und Uderzo „mit den Mitteln aufgeklärter Mythoskritik einen Mythos“ geschaffen haben; Atomkraftgegner wie auch  nationalistische Gegner der Globalisierung oder Anhänger des neurechten Konzepts des Ethnopluralismus identifizierten sich damit.
Beide Autoren haben aber stets jeden politischen Hintergedanken dementiert und betont, dass sie ausschließlich unterhalten wollen. In erster Linie werden nicht die anderen Völker parodiert, sondern die französischen Vorurteile über sie. Die gesamten Lebensumstände des normalen Franzosen sind Ziel des Witzes. Beide Autoren haben einen Migrationshintergrund, Goscinny hat dazu auch selbst lange im Ausland gelebt; daher nehmen sie die französischen Eigenheiten besonders wahr.

### Lateinische Zitate
Häufig benutzen Figuren lateinische Zitate, am regelmäßigsten der alte Pirat Dreifuß. Diese lateinischen Zitate werden in der französischen Ausgabe im Gegensatz zu Ausgaben in anderen Sprachen nicht in Fußnoten übersetzt.

### Anspielungen auf Kunstwerke

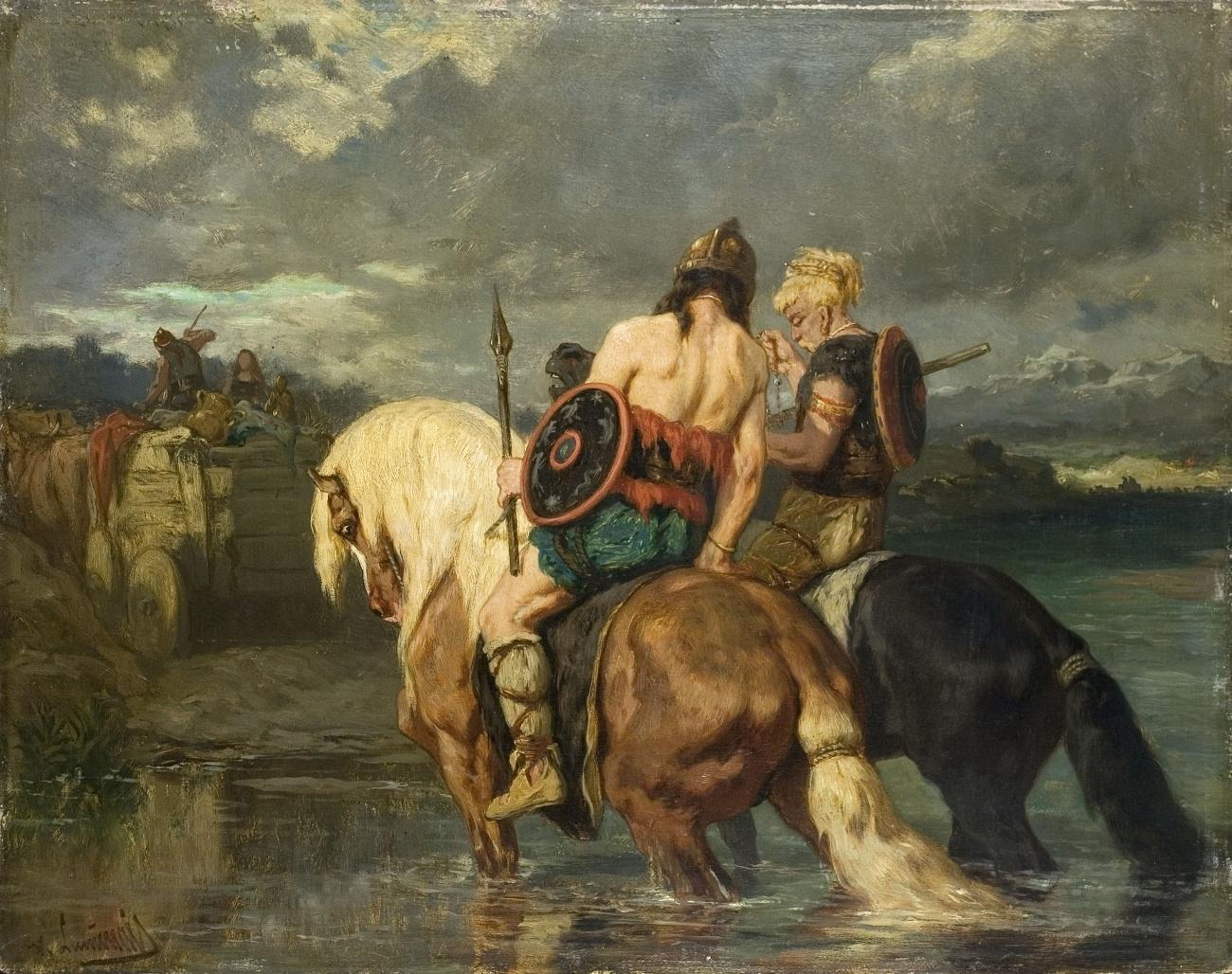
Evariste-Vital Luminais (1821–1896): Goten überqueren einen Fluss. Derartige Historiengemälde waren in Frankreich sehr populär und sind ein mögliches Vorbild.

- In Asterix bei den Belgiern wird auf der vorletzten Seite das Schlussbankett bei den Belgiern dargestellt. Dieses Bild ist in seiner Gänze eine Anspielung auf das Gemälde Die Bauernhochzeit von Pieter Brueghel.
- Ebenfalls in Asterix bei den Belgiern taucht ein kleiner Junge mit Namen Mannekenpix und einem dringenden Bedürfnis auf – eine Anspielung auf das Manneken Pis in Brüssel.
- In Asterix als Legionär bilden die Piraten nach dem obligaten Schiffbruch auf einem Wrackteil ein Tableau, das dem Floß der Medusa von Théodore Géricault entspricht. In der französischen Originalausgabe sagt der Kapitän zusätzlich: « Je suis médusé » (deutsch: „Ich bin versteinert“).
- Die Posen, die einer der von Tifus angebotenen Sklaven in Die Lorbeeren des Cäsar einnimmt, sind berühmten antiken und modernen Skulpturen entlehnt: dem Diskuswerfer von Myron – ebenfalls in Die weiße Iris im ZENTRVM POMPIDVS ausgestellt, wo er aber einen Plattfisch wirft –, dem Laokoon aus der Laokoon-Gruppe (heute in den Vatikanischen Sammlungen) und dem Denker von Rodin.
- In Der Seher ist Die Anatomie des Dr. Tulp von Rembrandt van Rijn beim Lesen eines Fisches karikiert.
- In Die große Überfahrt besteigt Asterix, um die Aufmerksamkeit eines vorbeifahrenden Schiffes zu wecken, einen sockelartigen Felsblock auf einer kleinen, der Küste vorgelagerten Insel. Dabei hält er ein Pergamentbündel in seiner linken Hand und mit der rechten eine erhobene Fackel. Diese Komposition spielt auf die Freiheitsstatue an.
- In Der große Graben wird auf das Gemälde des Sonnenkönigs Ludwig XIV. von Hyacinthe Rigaud angespielt, als der gallische Chef Grobianix die Worte „Das Dorf bin ich“ gebraucht, was eine Anspielung auf die Aussage Ludwigs „Der Staat bin ich“ ist.
- In Asterix & Obelix feiern Geburtstag besichtigen die Gallier ein Museum, in dem Karikaturen berühmter Werke von Leonardo da Vinci, Eugène Delacroix, Gustave Courbet, Giuseppe Arcimboldo, Édouard Manet, Edvard Munch, Auguste Rodin und Jacques-Louis David zu sehen sind. Man findet im Comic auch Bilder, die an Albumcover von den Beatles, Madness und von Michael Jackson erinnern.
- In Asterix und Kleopatra wird angespielt auf die abgebrochene Nase der Sphinx von Gizeh, die Obelix abbricht, während er hinaufklettert.
- In Asterix bei den Olympischen Spielen lässt sich der Schmied Automatix von einem griechischen Künstler porträtieren. Im Vordergrund zu sehen ist die Schale des Ödipusmalers (um 480 v. Chr.) mit der Darstellung des Ödipus vor der rätselsingenden Sphinx. Auf dem nächsten Bild stehen die Gallier vor der Statue der Athena Nike.
- in Asterix in Italien ist eine aus einem Fenster schauende Frau zu sehen, die aussieht wie die Mona Lisa in ihrem Bilderrahmen.
- in Die weiße Iris bewundern zwei Frauen einen Banksy – hier Banksix genannt –, den sie als Genie bezeichnen. Zudem ist Caesar im Stil von Andy Warhols – hier Antiwalros genannt – Marilyn-Monroe-Bild als vier Skulpturen dargestellt. Außerdem stehen im Museum eine Tafel weißen Marmors, Anspielung auf Das Schwarze Quadrat, ein Bild von Malewitsch, hier im Comic natürlich Malevix genannt, sowie ein Haufen Helme, der sich auf Personnes von Boltanski (oder Boltanskix) bezieht.

### Karikaturen bekannter Persönlichkeiten und Anspielungen auf andere Comicserien
Die Autoren karikieren in ihren Figuren öfter bekannte Schauspieler, ebenso finden sich auch Anspielungen oder Gastauftritte anderer Comic-Serien.
- In Die Goldene Sichel ist beim Rennen in Le Mans ein Wagenlenker zu sehen, der an den Zeichner Jean Graton, den Schöpfer der Comics rund um den Rennfahrer Michel Vaillant, erinnert. Der Präfekt Gracchus Überdrus trägt die Züge des britisch-amerikanischen Schauspielers und Regisseurs Charles Laughton, der im Film Spartacus den Volkstribun Sempronius Gracchus spielt.[10]
- In Asterix bei den Belgiern haben die beiden Detektive Schulze & Schultze aus der Comic-Serie Tim und Struppi einen Gastauftritt. Eine Anspielung auf Tim selbst ist die Haartolle des Belgiers Mannekenpix im Album Asterix als Legionär. Außerdem wird im Band Asterix bei den Belgiern der belgische Tour-de-France-Sieger Eddy Merckx dargestellt zu der Bildüberschrift „Man schickt Boten aus“.
- In Asterix bei den Briten tauchen vier Sänger auf, die die Beatles (umringt von hysterischen weiblichen Fans als Anspielung auf die Beatlemania) darstellen.
- In Asterix in Spanien haben Don Quijote und Sancho Pansa einen Gastauftritt.
- Der Zenturio Aerobus im Album Streit um Asterix ist eine Karikatur des italienisch-französischen Schauspielers Lino Ventura.
- In Obelix GmbH & Co. KG tauchen zwei römische Legionäre auf, die an Laurel und Hardy erinnern. Die Figur des im gleichen Band auftauchenden Technokratus wurde in Anlehnung an den damaligen französischen Premierminister und späteren Präsidenten Jacques Chirac geschaffen.
- Der formularliebende Steuereintreiber in Asterix und der Kupferkessel (S. 43/44) ist eine Karikatur Valéry Giscard d’Estaings, der zum Zeitpunkt des Erscheinens des Heftes französischer Finanzminister war und später Staatspräsident wurde.
- In Gallien in Gefahr taucht mehrmals Arnold Schwarzenegger als Kampfroboter in einem Superman-Kostüm auf (Name: Schworzi).
- In Der Kampf der Häuptlinge wird das Marsupilami in einem Jahrmarktszelt vorgeführt.
- In Die Odyssee taucht ein gallischer Druide mit dem Namen Nullnullsix auf. Diese Figur ist eine Anspielung auf den bekannten fiktiven britischen Geheimagenten James Bond und eine Karikatur des Bond-Darstellers Sean Connery. Im selben Band taucht auch der römische Agent Musencus auf, der das Antlitz des französischen Schauspielers Bernard Blier trägt, der im Film Der große Blonde mit dem schwarzen Schuh den Geheimdienstchef Milan gespielt hat. Ebenso hat der französische Schauspieler Jean Gabin einen Gastauftritt als Prokurator Pontius Penatus von Judäa.[11]
- Einen Gastauftritt gestattete Uderzo auch seinem eigenen, mit Tulpen geschmückten Reetdachhaus in Der Seher.
- Das grünhäutige Mitglied der Piraten in Die Odyssee und Asterix im Morgenland ist eine Anspielung auf das im Roman von Mary Shelley vom Wissenschaftler Frankenstein geschaffene Monster bzw. dessen filmische Verkörperung durch Boris Karloff.
- Die Szene, in der der Häuptlingssohn Grünix in Der große Graben nachts mittels eines an einem Baum festgebundenen Seils den Graben überwindet, erinnert an die populäre Darstellung der sich an Lianen durch den Urwald schwingenden Figur des Tarzan. Einige Panels zuvor spielt die Szene zwischen Grünix und Grienoline am Balkon an das Motiv der Balkonszene zwischen Romeo und Julia (Tragödie von William Shakespeare) an.[12]
- In der deutschen Ausgabe von Die Trabantenstadt heißt der Spielleiter Francocampus (im französischen Original: Guilus), was ganz offensichtlich eine Anspielung auf Peter Frankenfeld (lateinisch campus ‚Feld‘) ist. Im Original wird der französische Fernsehmoderator Guy Lux karikiert.
- Mehrmals haben Uderzo und Goscinny sich selbst karikiert. In Asterix bei den Olympischen Spielen, auf einem Relief vor einem Stier stehend, bezeichnet Uderzo Goscinny als ΤΥΡΑΝΝΟΣ (Tyrann) und wird von diesem ΔΕΣΠΟΤΗΣ (Despot) genannt. In Asterix und der Kupferkessel sieht man in der ersten Reihe des Theaters in Condate links Uderzo mit dem Präfekten redend, rechts unterhält Goscinny eine lachende Gruppe. In Obelix GmbH & Co. KG schleppen beide einen schweren betrunkenen Soldaten (Karikatur von Pierre Tchernia) aus dem Lager. Goscinny allein hat einen Auftritt in Die Odyssee als Handelsgehilfe Saul Nizahle.
- Der Schauspieler, Drehbuchautor (u. a. für vier Asterix-Filme) und Regisseur Pierre Tchernia hat gleich in mehreren Bänden Gastauftritte: Asterix als Legionär, Asterix auf Korsika, Das Geschenk Cäsars, Obelix GmbH & Co. KG und Asterix bei den Belgiern.[13]
- In Asterix bei den Schweizern sagt Agrippus Virus, der einflussreiche Statthalter von Condate, er lasse sich seine Orgien vom großen Fellinius inszenieren. Gemeint ist damit der italienische Regisseur Federico Fellini, der 1969 im Film Fellinis Satyricon das ausschweifende Leben der antiken römischen Oberschicht darstellte. Im selben Band wird ein kleiner Junge mit einem Apfel auf dem Kopf vor einer Zielscheibe dargestellt. Dies ist eine Anspielung auf Wilhelm Tell.
- Uderzo hat den Band Obelix auf Kreuzfahrt unter anderem dem Schauspieler Kirk Douglas gewidmet, den er in diesem Band mit der Figur Spartakis karikiert, womit er auf dessen Rolle in dem Film Spartacus anspielt.
- In Kampf der Häuptlinge wird mit dem Klischee gespielt, Geisteskranke hielten sich für Napoleon Bonaparte, ein Patient des Druiden Amnesix wird in der bekannten Pose gezeigt („Von dem weiß keiner, wofür er sich hält …“).
- In Asterix und Maestria taucht der italienische Schauspieler Aldo Maccione als Legionär des Römerlagers Aquarium auf.
- In Asterix im Morgenland erwähnt der feindliche Guru Daisayah in direkter Anlehnung an seinen Vetter Isnogud, Radschah an Stelle des Radschahs zu werden. Isnogud ist auch eine von Goscinny stammende Comic-Serie und wurde in Verehrung des Asterix-Schöpfers erwähnt, da sich dessen Todestag zum Erscheinen zum zehnten Mal jährte. Der Spruch ist angelehnt an den von Isnogud in jedem Comic erwähnten Leitsatz: „Ich will Kalif werden an Stelle des Kalifen.“
- Der Pikte Mac Aphon in Asterix bei den Pikten ähnelt dem Comic-Indianer Umpah-Pah, den Uderzo und Goscinny 1951 schufen.[14]
- Der böse Clanchef Mac Abberh in Asterix bei den Pikten trägt die Züge des französischen Schauspielers Vincent Cassel.[15]
- Der französische Sänger Johnny Hallyday wird in Asterix bei den Pikten als piktischer Barde karikiert, der wegen seines schlechten Gesangs von Obelix geschlagen wird.[16]
- Die Gäste und der Wirt der „Schiffertaverne“ im Hafen von Massilia in Tour de France entstammen den Filmen von Marcel Pagnols Marseiller Trilogie, Klassikern der französischen Filmgeschichte. Im Mittelteil dieser Trilogie, Fanny (1932), halten diese Gäste durch ein Boulespiel eine Straßenbahn auf. Der Schauspieler Raimu wird übrigens nicht nur hier als Marseiller Wirt porträtiert, sondern auch schon in Die goldene Sichel und taucht auch in Asterix auf Korsika als einer der geladenen Gäste aus den früheren Asterix-Abenteuern für das Fest („die Fête“) des Jahrestages der Schlacht von Gergovia auf.
- Das im Oktober 2017 erschienene Heft Asterix in Italien spielt auf die italienische Herkunft der Elternfamilie von Uderzo an, die laut Ferri aus Oderzo stammt.[17] Der Wirt in Parma ist eine Karikatur von Luciano Pavarotti und der große Garum-Fabrikant Croesus Lupus erinnert an Silvio Berlusconi.
- In Die Tochter des Vercingetorix taucht eine Karikatur des 2018 verstorbenen Charles Aznavour in der Piratenmannschaft auf. Seine Äußerungen („La Bohème“, „Formidable“, „Nein, Ich vergaß nichts davon“) sind Titel seiner Chansons. Auch in Asterix und der Greif ist er in der Piratenmannschaft zu sehen.

### Historische und literarische Anspielungen und Zitate am Rande der Haupthandlung
- Der Zweikampf zwischen Asterix und Keinentschlus in Das Geschenk Cäsars (S. 31) spielt an auf Edmond Rostand, Cyrano de Bergerac (1./4. Cyrano-Valvert), das ‚Z‘ in der Tunika des Römers zudem auf Zorro.
- In Asterix und der Kupferkessel (S. 41) sagt der bankrotte Bankier: „Wir haben mergitur [Anmerkung: Ebbe] und ich weiß nicht, wann wir wieder fluctuat [Anmerkung: flüssig] sein werden.“ – „Fluctuat nec mergitur“ (im Sinne von: „Sie mag auf den Wogen schwanken, aber sie geht nicht unter“) lautet der Wahlspruch im Stadtwappen von Paris, das ursprünglich eine Seineinsel war.
- Als der Baumeister Numerobis in Asterix und Kleopatra (S. 7) Miraculix mit den Worten begrüßt „Ich bin, mein lieber Freund, sehr glücklich, dich zu sehen“, wendet der Druide sich zu einigen Dorfbewohnern und erklärt ihnen: „Das ist ein Alexandriner“, womit doppeldeutig einerseits der Gast aus Alexandria in Ägypten, andererseits aber auch das Versmaß seiner Grußworte gemeint ist.
- „2000 Jahre blicken von diesen Pyramiden auf uns herab, Obelix“, sagt Miraculix in Asterix und Kleopatra (S. 23). „Soldaten, seid euch bewusst, dass von diesen Pyramiden vierzig Jahrhunderte auf euch herab blicken“, sagte Napoleon Bonaparte vor der Schlacht bei den Pyramiden am 21. Juli 1798 (im Original: « Soldats, songez que du haut de ces pyramides quarante siècles vous contemplent! »)
- Ebenfalls in Asterix und Kleopatra (S. 26) streiten Asterix und Obelix in Luxor wegen eines Obelisken. Asterix: „Nein, nein, nein! Obelix! So was mitten auf unserm Dorfplatz? Einfach lächerlich!“ Genau dieser Obelisk steht seit 1836 auf der Place de la Concorde in Paris.
- Am Ende der Großen Überfahrt (S. 47 unten) fragt sich Erik der Blonde, ob er nun ein Entdecker der neuen Welt sein darf oder nicht: „Sein oder nicht sein, das ist hier die Frage …“ – aus dem berühmten Monolog Hamlets, des Prinzen von Dänemark, bei Shakespeare. Entsprechend sagt Häuptling Ivar: „Da ist was faul in meinem Staat …“ (vgl. Hamlet 1,4).
- „Dieser hauchzarte Duft nach Thymian und Mandeln, Feigen und Kastanien …“ (XX Osolemirnix) schreibt Napoleon Bonaparte in seinen Memoiren über Korsika. In Asterix auf Korsika sagt Osolemirnix vor dem finalen Angriff der Korsen auf das römische Aleria (S. 38): „Die alte Geschichte von Austerlix: Einem Korsen schadet die Sonne nix!“ In der Dreikaiserschlacht von Austerlitz am 2. Dezember 1805 siegte der Korse Napoleon Bonaparte trotz dichten Nebels, der erst nach der Schlacht der legendären „Sonne von Austerlitz“ wich. „Das ist die Sonne von Austerlitz!“, sagte Napoleon an der Moskwa zu seinen Soldaten, womit er ihnen den Sieg der Dreikaiserschlacht in Austerlitz in Erinnerung bringen wollte.
- Mehrere Aussprüche römischer Offiziere in Asterix bei den Belgiern beziehen sich auf die Schlacht von Waterloo: „Beim Jupiter, Legat Volfgangamadeus, ich wollte, es wäre Nacht und die Unsern kämen!“ („Ich wollte, es wäre Nacht, oder die Preußen kämen.“ – Herzog von Wellington) sowie „Die Garde stirbt, doch sie ergibt sich nicht!“ (General Cambronne zugeschrieben).
- „Mein Garten ist kleiner als Rom, aber mein pilum ist solider als euer sternum!“ (VIII Britischer Rasenfreund) – „Es [das Boot] ist kleiner als der Garten meines Onkels, aber es ist größer als der Helm meines Neffen.“ (VIII Teefax) – Aus dem Englischunterricht in Frankreich. Das Französische kennt keinen Komparativ. Um ein Adjektiv zu steigern, muss man « plus » oder « moins » voranstellen. Daher ist es für die Schüler wichtig, Komparativformen zu üben. Entsprechend „Mein Schneider ist reich!“ (VIII Teefax): Berühmt gewordener erster Satz (“My tailor is rich”) des Englisch-Sprachkurses von Assimil.
- Asterix’ Ausspruch „Ich sag’s ja, DIE WÜSTE LEBT!“ in Die Odyssee spielt auf den gleichnamigen Dokumentarfilm aus den Walt-Disney-Studios an.
- Gleich fünf Anspielungen auf ältere Asterix-Abenteuer finden sich auf einem einzigen Bild in Asterix bei den Briten: In Asterix’ Hütte (S. 9) liegen auf einem Wandbord ein römischer Helm (Asterix der Gallier), eine kleine Sphinx (Asterix und Kleopatra), ein Gladiatorenhelm (Asterix als Gladiator), eine goldene Sichel (Die goldene Sichel) und eine gotische Pickelhaube (Asterix und die Goten).
- Anspielungen auf historische Zitate und Wortspiele finden sich auch in anderen Sprachversionen. In der italienischen Ausgabe ist beispielsweise der Ausspruch „Sono Pazzi, Questi Romani“ (‚Die spinnen, die Römer‘) eine Anspielung auf S.P.Q.R. (Senatus Populusque Romanus), den Leitspruch im Wappen Roms.

### Running Gags
Wesentlichen Anteil am typischen Humor der Serie haben Running Gags. Viele Ereignisse, zumeist solche, die sich am Rande ereignen, wiederholen sich seit Jahrzehnten in fast jedem Band in immer neuem Zusammenhang. Für die Kenner der Reihe gehören sie zum unverzichtbaren Bestandteil einer jeden Folge; dabei sind Abweichungen von dem üblichen Ablauf oft besondere Pointen.
Einige Beispiele:
- Die „Stilllegung“ des Barden Troubadix, insbesondere zum traditionellen Schlussbankett, meist durch den Schmied Automatix.
- Der Kommentar von Obelix zu allen ihm unverständlichen Verhaltensweisen: „Die spinnen, die Römer!“ (oder: Briten, Griechen, Ägypter usw.)
- Der keilereiauslösende Disput des Schmiedes Automatix mit dem Fischhändler Verleihnix über die Frische von dessen Fischen.
- Die diversen Stürze des Häuptlings Majestix von seinem Schild, wobei meist den Trägern die Schuld zugewiesen wird.
- Die Versuche des als kleiner Junge in einen Topf mit Zaubertrank gefallenen Obelix, den Trank erneut verabreicht zu bekommen (die außer in den Bänden Asterix und Kleopatra und Obelix auf Kreuzfahrt nie von Erfolg gekrönt sind).
- Der übermäßige Appetit von Obelix und seine besondere Vorliebe für Wildschweine („Zwei Wildschweine bitte!“ – „Mir auch zwei!“) in allen Variationen mit Ausnahme der (britischen) gekochten Zubereitung in Pfefferminzsauce („Das arme Schwein.“) und bei Liebeskummer (Falbala).
- Die empfindlichen Reaktionen von Obelix, wenn er als dick bezeichnet wird („Wer ist hier dick?“, „Ich seh hier keinen Dicken, Du, Asterix?“, „Hier gibt’s keine zwei Dicken! Höchstens einen und der ist nicht dick!“).
- Die plötzlich ausbrechenden lautstarken Streitereien zwischen den Freunden Asterix und Obelix, meist verursacht durch ungeschicktes Verhalten oder unbedachte Äußerungen von Obelix gegenüber Dritten, was Asterix in Wut versetzt. Dabei sprechen sie sich regelmäßig mit „Herr Asterix“ und „Herr Obelix“ und in der 3. Person an, um sich kurz darauf – manchmal tränenreich – wieder zu versöhnen. In den neueren Bänden wurde daraus „Hörr Asterix“ und „Hörr Obelix“.
- Die Zerstörung von Türen aller Art durch Obelix, wenn dieser nur anklopft.
- Die Sympathie des kleinen Hundes Idefix für Bäume, deretwegen er in Tränen ausbricht, wenn sie gefällt werden.
- Die Zusammentreffen von Asterix und Obelix mit der Piratenbande unter Rotbart, dessen Schiff und Mannschaft dabei fast immer schwer in Mitleidenschaft gezogen werden; die einzigen Ausnahmen befinden sich in Asterix und der Kupferkessel, Asterix in Spanien, Die große Überfahrt, Die Odyssee, Asterix und Latraviata und Asterix und der Greif. Vereinzelt sinkt das Piratenschiff auch als Folge einer Rammung durch römische Kriegsschiffe (Asterix bei den Briten; Asterix und Maestria), eines Aufeinandertreffens mit einem normannischen Drachenboot (Asterix und die Normannen) oder eines heftigen internen Streits unter den Piraten (Streit um Asterix), oder es wird von den Piraten in einem gewissen Fatalismus selbst versenkt, um damit den Galliern zuvorzukommen (Asterix und Kleopatra, Asterix bei den Olympischen Spielen, Asterix im Morgenland). Die Figuren der Piraten sind der Comic-Serie Der rote Korsar entlehnt. In acht Bänden (Asterix der Gallier, Der Kampf der Häuptlinge, Die goldene Sichel, Asterix und die Goten, Asterix und der Arvernerschild, Asterix bei den Schweizern, Das Geschenk Cäsars und Asterix plaudert aus der Schule) haben die Piraten hingegen keinen Auftritt, werden in zweien dieser Bände jedoch erwähnt.
- Die altklugen lateinischen Zitate des Piraten Dreifuß, meist nach der Versenkung des Schiffes durch die Gallier.
- Bei den Kämpfen mit den Römern gibt es regelmäßig Rangeleien, weil jeder genug Römer zum Verprügeln abbekommen will; vor allem Obelix ist da besonders eifersüchtig (deswegen darf er im Band Obelix GmbH & Co. KG. zum Geburtstag sogar eine ganze Garnison alleine verprügeln, während die anderen ihm ein Ständchen singen).
- Regelmäßig gibt es in den Comics und Filmen Anspielungen auf Julius Cäsars spätere Ermordung. So sieht es Cäsar in Asterix erobert Rom nicht gerne, dass Brutus mit dem Messer herumspielt, in Asterix als Legionär stellt er geradezu prophetisch fest: „Dieser Brutus… das geht nicht gut aus mit diesem Taugenichts!“, und in Die weiße Iris fragt er sich, auf welcher Seite Brutus stehe.

### Comic und Historie
In der Serie gibt es einige Punkte, die historisch nicht korrekt sind. Zu den häufigsten zählen:
- Römer und Gallier können sich in den Geschichten perfekt unterhalten. In Wirklichkeit sprachen die meisten Römer zu der Zeit aber Latein und nur wenige beherrschten noch andere Sprachen. Zu dem Zweck waren bei den Feldzügen oft Dolmetscher dabei.
- Wildschwein wird als Grundnahrung der Gallier dargestellt. Die historischen Gallier aßen aber nur selten Wildschwein, sondern hauptsächlich Vieh oder Geflügel, das sie selbst gezüchtet hatten. Tatsächlich aßen die Römer viel öfter Wildschwein als die Gallier.
- In einigen Bänden werden Kartoffeln erwähnt; beispielsweise in Asterix bei den Belgiern, wenn der belgische Häuptling darüber sinniert, ob man Kartoffeln frittieren könne. Tatsächlich aber wurde die Kartoffel erst nach der Entdeckung Amerikas in Europa eingeführt.
- Obwohl der Zaubertrank für den Comic erfunden wurde, schnitten die Druiden tatsächlich Mistelzweige mit goldenen Sicheln; teils, um sie den Göttern zu opfern; teils, um Medizin daraus herzustellen.
- Obelix verdient sich seinen Lebensunterhalt mit dem Meißeln und Liefern von Hinkelsteinen (Menhiren). Diese Steinblöcke wurden in vorgeschichtlicher Zeit von meist unbekannten Kulturen gehauen und aufgerichtet. Sie wurden jedenfalls nicht von den Kelten hergestellt.
- Majestix und viele andere gallische Häuptlinge in den Geschichten werden oft auf einem Schild stehend transportiert. Diese Sitte stammt allerdings nicht von den Kelten, sondern von den Germanen. Die Franken, die diesen Brauch im 4. Jahrhundert n. Chr. westlich des Rheins eingeführt hatten, ehrten auf diese Weise den König.
- Das Dorf der unbezwingbaren Gallier entspricht nur teilweise den Häusern der historischen Gallier. Während diese zwar wirklich Reetdächer trugen, waren die Häuser selber meistens aus Holzkonstruktionen mit Lehmwänden erbaut.
- Asterix und Obelix begegnen bei Seefahrten oft einer Bande Piraten. Es stimmt, dass Piraten schon zu Cäsars Zeiten die Meere befuhren, da er schon selbst welchen begegnete und sogar gegen sie in die Schlacht zog. Allerdings fuhren Seeräuber zu der Zeit gewiss nicht unter schwarzer Flagge, da diese erst im 17. Jahrhundert zum Einsatz kam.
- Die Römer, hauptsächlich die römischen Soldaten, werden in den Comics immer barfuß in ihrem Schuhwerk, den Caligae, dargestellt. Socken waren den alten Römern jedoch durchaus schon bekannt und sie gebrauchten diese auch bei Feldzügen in kälterer Umgebung.
- Am Ende der meisten Geschichten wird der Barde Troubadix an einen Baum gefesselt. In Wirklichkeit hätte man das wohl nie bei einem Barden gewagt, da diese einen hohen Rang genossen. In manchen Alben wird dieser Rolle zumindest teilweise Rechnung getragen, da Troubadix als Dorfschulmeister einen gewissen gesellschaftlichen Rang einnimmt.

### Rassismusvorwurf
Obwohl sich Goscinny in seinen Comics kritisch mit dem Umgang der Franzosen mit ihren ehemaligen Kolonien auseinandersetzt und Ungerechtigkeiten gegen Einwanderer kritisiert, finden sich in den Asterix-Bänden immer wieder rassistische Stereotype. Am deutlichsten ist dies beim Ausguck der regelmäßig verprügelten Piraten, der die Karikatur eines Afrikaners darstellt. Immer wieder werden komische Effekte erzielt durch dessen Unfähigkeit, das „R“ auszusprechen. Dies bezieht sich auf die Sprechweise von Einwanderern aus dem frankophonen Afrika und der Karibik, die Französisch mit einem uvularen Vibrant (sogenanntes „gerolltes R“) statt des im kontinentalen Französisch üblichen uvularen Frikativs sprechen.
In allen Asterix-Alben werden Volksangehörige als Vertreter ihrer jeweiligen Ethnie mehr oder weniger stereotypisiert, als die sie vor allem unmittelbar durch ein spezifisches Suffix ihrer Namen erkennbar sind. Visuell ähneln sich Angehörige einer Ethnie oft durch ihre Kleidung, Frisur und Ähnliches und sind dadurch auch als solche erkennbar. Obwohl Asterix-Erfinder und Autor René Goscinny selbst jüdischer Abstammung war, sehen Kritiker in den Comics auch antisemitische Elemente. So ist Lügfix, die unsympathische und betrügerische Titelfigur in dem Band Der Seher, laut dem Romanisten André Stoll nach dem Vorbild französischer antisemitischer Karikaturen gezeichnet. Auch seine parasitäre und nomadische Lebensweise greife antisemitische Klischees auf. Der Antisemitismusforscher Léon Poliakov sieht in den Asterix-Comics eine trivialisierte Form des Ideals von unverbildeter Rassereinheit, wie sie die völkische Bewegung und den Nationalsozialismus kennzeichnen: Der Widerstand des kleinen Dorfes richte sich stets gegen eine Überfremdung durch die als dekadent gezeichneten Römer, deren Kultur wenigstens teilweise zu übernehmen sie sich stolz weigern. In diesem Narrativ sieht der Journalist Richard Herzinger den Grund für den nachhaltigen Erfolg der Comics: „Weil ihre Botschaft in spielerischer Form alte Sehnsüchte wachruft, die in tiefsten Schichten des europäischen kollektiven Bewusstseins vergraben zu sein schienen“. Die Asterix-Comics sind auch durchaus aus der Sicht von Franzosen patriotisch geprägt. Allerdings lässt sich der Widerstand der Gallier gegen die Römer ebenso gut auch als antifaschistisch oder antiimperialistisch deuten (siehe oben), als Parabel für  antikoloniale Bewegungen – die Gallier außerhalb des Dorfes werden ja tatsächlich von den Römern beherrscht – oder aber auch einfach als Widerstand von Minderheiten wie Bretonen, Basken und Korsen gegen die französische Zentralregierung.

### Asterix in Leichter Sprache
Zu den Special Olympics World Summer Games 2023 in Berlin brachte der Verlag eine Sonderausgabe von Asterix bei den Olympischen Spielen in Leichter Sprache heraus. Die Zeichnungen blieben unverändert, die Texte der Sprechblasen des Originals wurden verkürzt und sprachlich vereinfacht. Die Auflage von 20.000 Exemplaren wurde vor allem an die Teilnehmer und die freiwilligen Helfer bei den Spielen verteilt und war schnell vergriffen, eine Neuauflage war im Juni 2023 laut Verlag im Gespräch.

## Geschichte der Serie

### Erste Geschichte 1959
Asterix wurde speziell für den Start der erstmals 1959 erschienenen französischen Jugendzeitschrift Pilote im Verlag Dargaud erfunden. Goscinny wurde später deren langjähriger Chefredakteur; Uderzo wurde Artdirector. Die erste Seite der ersten Geschichte (Asterix der Gallier) wurde erstmals in der Nullnummer dieser Zeitschrift veröffentlicht, später dann in der offiziellen Nummer 1 vom 29. Oktober 1959. Die Asterix-Abenteuer wurden in Pilote in Fortsetzungen von jeweils ein bis zwei Seiten erstveröffentlicht und (als Zeichen des Erfolgs) später in Comic-Alben zusammengefasst in den Handel gebracht. Die ursprüngliche seitenweise Veröffentlichung prägt den Ablauf der früheren Geschichten: Sie enden auf jeder Seite mit einer spannenden Situation (einem sogenannten Cliffhanger), um zum Kauf des nächsten Heftes anzuregen.

### Veröffentlichung in Albenform, Tod Goscinnys und eigener Verlag
Ab 1974 veröffentlichten Goscinny und Uderzo nicht mehr in Pilote, die Erstveröffentlichung erfolgte meist direkt in Albenform (zunächst weiterhin bei Dargaud). Nach Goscinnys Tod 1977 wurde Uderzo von Dargaud per Gerichtsbeschluss dazu gezwungen, das angefangene Album Asterix bei den Belgiern fertigzustellen. Nach Abschluss dieser Geschichte gründete er seinen eigenen Verlag, Les Éditions Albert René, und führte die Comicreihe allein weiter, nun zusätzlich als Autor.

### Albert Uderzos letzte Alben
Die zeichnerische Qualität in den seitdem entstandenen Geschichten gilt als unverändert hoch; viele Fans vermissen jedoch den Humor und das erzählerische Können Goscinnys. Unabhängig davon stellt nach wie vor jeder neue Asterix-Band einen neuen Auflagenrekord auf; dabei spielt wohl auch ein geschicktes Marketing eine wesentliche Rolle: Während es früher noch in einigen Fällen zu Vorabveröffentlichungen kam, wird der Inhalt der Geschichten heute bis zum gleichzeitigen Start in vielen Ländern mit großem Aufwand geheim gehalten. Seit Asterix und Latraviata 2001 zeichnete Uderzo nur noch die Entwürfe, die Tuschezeichnungen stammten von den franko-marokkanischen Brüdern Frédéric und Thierry Mébarki.

### Albert Uderzos Nachfolge
Jahrelang bestand Uderzo darauf, dass nach seinem Rückzug keine weiteren Asterix-Abenteuer veröffentlicht werden. Am 12. Dezember 2008 verkaufte er jedoch seine 40%-Anteile von Les Éditions Albert René an Hachette Livre, ebenso Goscinnys Tochter Anne ihre 20 %. Bedingung dafür war, dass die Serie auch ohne ihn weitergeführt werden könne. Er willigte (zum Unwillen der eigenen Tochter Sylvie, die die restlichen 40 % an der Firma besaß) darin ein. Im Vorfeld der Veröffentlichung des Jubiläumsbandes 2009 gab Uderzo bekannt, dass die Mébarki-Brüder die Serie fortführen sollten, wenn er sie aus gesundheitlichen Gründen aufgeben müsse. Sylvie Uderzo und ihr Mann prozessierten zunächst dagegen, fügten sich später aber und verkauften am 16. März 2011 den Rest des Verlages an Hachette Livre.
Mitte 2011 kündigte Uderzo an, dass der nächste Band der Serie von Frédéric Mébarki gezeichnet und von Jean-Yves Ferri geschrieben werden solle. Im Oktober 2012 gab der Verlag Albert-René bekannt, dass die Zeichnungen von Didier Conrad übernommen werden, da Mébarki sich von der Aufgabe zurückgezogen habe. Mébarki nannte demnach als Grund für seine Entscheidung die Belastung durch den hohen Erwartungsdruck.
Der erste Band von Jean-Yves Ferri und Didier Conrad Asterix bei den Pikten erschien am 24. Oktober 2013. Auch die danach erschienenen Bände wurden von den beiden zusammen erarbeitet. Ende 2022 gab der Verlag bekannt, dass Ferri sich einem anderen Projekt widmen wolle und stattdessen Fabcaro (mit bürgerlichem Namen Fabrice Caro) für den 2023 geplanten 40. Asterix-Band als Autor fungieren werde.

## Liste der Bände
Bis heute (Stand: August 2025) wurden 40 Asterix-Bände veröffentlicht, darunter 38 mit einer albenlangen Geschichte. Die Bände wurden anfangs von René Goscinny getextet und von Albert Uderzo gezeichnet. Nach dem Tod Goscinnys während der Arbeit an Asterix bei den Belgiern begann Uderzo auch die Texte zu schreiben. Hinzu kommen noch im Laufe der Zeit verfasste Kurzgeschichten, die überwiegend auch in Alben zusammengestellt veröffentlicht wurden.
Die aktuell zum Nachdruck freigegebenen Kurzgeschichten werden im Rahmen der Reihen der verschiedenen Verlage als Band 32 Asterix plaudert aus der Schule zusammengefasst. Einige dieser Kurzgeschichten wurden noch von René Goscinny getextet. Albert Uderzo hat jedoch verlauten lassen, René Goscinny habe ihn auch Kurzgeschichten alleine erstellen lassen, die unter beider Namen erschienen seien. Der anlässlich des 50-Jahr-Jubiläums der Asterix-Reihe erschienene Band Nummer 34 Asterix & Obelix feiern Geburtstag besteht aus unabhängigen neuen und teilweise sehr alten Elementen, die redaktionell verbunden wurden.
Die Bände 2–7 erschienen in Deutschland in abweichender Reihenfolge. Grund war nach einigen Angaben der große Erfolg des Filmes Asterix und Kleopatra, nach anderen vorherige Veröffentlichungen einiger dieser Bände in deutschen Jugendzeitschriften (Lupo modern und MV Comix). Sie werden hier mit den deutschen Nummern, aber in der Reihenfolge ihrer Originalveröffentlichungen wiedergegeben. Beim Lesen empfiehlt es sich, die Originalreihenfolge einzuhalten, da sonst einige Chronologiefehler entstehen (z. B. die Treffen mit den Piraten und das Auftauchen von Idefix). Auch die Übersetzungen in andere Sprachen wurden teils in abweichender Reihenfolge veröffentlicht. Als Beispiel weist die nachfolgende Tabelle auch die Reihenfolge der lateinischen Übersetzung aus, die wie die deutsche beim Ehapa-Verlag erscheint.
Neben den Geschichten in Comicform wurden auch zwei bebilderte Erzählungen verfasst. Die Erzählung Wie Obelix als kleines Kind in den Zaubertrank geplumpst ist wurde erstmals 1965 und in dieser Form bislang nur in Frankreich veröffentlicht. Im Jahr 1989 wurde sie neu bebildert und in Albenform veröffentlicht, auch in deutscher Sprache. Sie wurde jedoch nicht in die durchnummerierte Reihe der Asterix-Bände aufgenommen, ist aber dennoch im Rahmen des laufenden Verlagsprogramms dauerhaft erhältlich. Im Jahr 1966 erschien die bebilderte Erzählung Les voyages gaulois, in der Asterix über die antike Art zu reisen im Vergleich zur Moderne berichtet. Diese Erzählung wurde im Jahr 2008 in den Jubiläums-Band Nr. 34 integriert international veröffentlicht.
| Deutsche Ausgabe | Deutsche Ausgabe                                             | Deutsche Ausgabe | Französische Ausgabe | Französische Ausgabe                                                    | Französische Ausgabe | Lateinische Ausgabe | Lateinische Ausgabe        |  |
| Nr.              | Titel                                                        | Jahr             | Nr.                  | Titel                                                                   | Jahr                 | Nr.                 | Titel                      |  |
| ---------------- | ------------------------------------------------------------ | ---------------- | -------------------- | ----------------------------------------------------------------------- | -------------------- | ------------------- | -------------------------- |  |
| 01               | Asterix der Gallier                                          | 1968             | 01                   | Astérix le Gaulois                                                      | 1961                 | 01                  | Asterix Gallus             |  |
| 05               | Die goldene Sichel                                           | 1970             | 02                   | La Serpe d’or                                                           | 1962                 | 02                  | Falx Aurea                 |  |
| 07               | Asterix und die Goten                                        | 1970             | 03                   | Astérix et les Goths                                                    | 1963                 | 03                  | Asterix apud Gothos        |  |
| 03               | Asterix als Gladiator                                        | 1969             | 04                   | Astérix gladiateur                                                      | 1964                 | 04                  | Asterix Gladiator          |  |
| 06               | Tour de France                                               | 1970             | 05                   | Le Tour de Gaule d’Astérix                                              | 1965                 | 05                  | Iter Gallicum              |  |
| 02               | Asterix und Kleopatra                                        | 1968             | 06                   | Astérix et Cléopâtre                                                    | 1965                 | 06                  | Asterix et Cleopatra       |  |
| 04               | Der Kampf der Häuptlinge                                     | 1969             | 07                   | Le Combat des Chefs                                                     | 1966                 | 07                  | Certamen Principum         |  |
| 08               | Asterix bei den Briten                                       | 1971             | 08                   | Astérix chez les Bretons                                                | 1966                 | 09                  | Asterix apud Britannos     |  |
| 09               | Asterix und die Normannen                                    | 1971             | 09                   | Astérix et les Normands                                                 | 1966                 | 11                  | Asterix et Normanni        |  |
| 10               | Asterix als Legionär                                         | 1971             | 10                   | Astérix légionnaire                                                     | 1967                 | 13                  | Asterix Legionarius        |  |
| 11               | Asterix und der Arvernerschild                               | 1972             | 11                   | Le Bouclier Arverne                                                     | 1968                 | 14                  | Clipeus Avernus            |  |
| 12               | Asterix bei den Olympischen Spielen                          | 1972             | 12                   | Astérix aux Jeux Olympiques                                             | 1968                 | 15                  | Asterix Olympius           |  |
| 13               | Asterix und der Kupferkessel                                 | 1972             | 13                   | Astérix et le Chaudron                                                  | 1969                 | 16                  | Asterix atque Olla Cypria  |  |
| 14               | Asterix in Spanien                                           | 1973             | 14                   | Astérix en Hispanie                                                     | 1969                 | 17                  | Asterix in Hispania        |  |
| 15               | Streit um Asterix                                            | 1973             | 15                   | La Zizanie                                                              | 1970                 | 19                  | Tumultus de Asterige       |  |
| 16               | Asterix bei den Schweizern                                   | 1973             | 16                   | Astérix chez les Helvètes                                               | 1970                 | 23                  | Asterix apud Helvetios     |  |
| 17               | Die Trabantenstadt                                           | 1974             | 17                   | Le Domaine des Dieux                                                    | 1971                 |                     |                            |  |
| 18               | Die Lorbeeren des Cäsar                                      | 1974             | 18                   | Les Lauriers de César                                                   | 1972                 | 24                  | Laurea Caesaris            |  |
| 19               | Der Seher                                                    | 1975             | 19                   | Le Devin                                                                | 1972                 |                     |                            |  |
| 20               | Asterix auf Korsika                                          | 1975             | 20                   | Astérix en Corse                                                        | 1973                 |                     |                            |  |
| 21               | Das Geschenk Cäsars                                          | 1976             | 21                   | Le Cadeau de César                                                      | 1974                 |                     |                            |  |
| 22               | Die große Überfahrt                                          | 1976             | 22                   | La Grande Traversée                                                     | 1975                 |                     |                            |  |
| 23               | Obelix GmbH & Co. KG                                         | 1978             | 23                   | Obélix et compagnie                                                     | 1976                 |                     |                            |  |
| 24               | Asterix bei den Belgiern                                     | 1979             | 24                   | Astérix chez les Belges                                                 | 1979                 |                     |                            |  |
| 25               | Der große Graben                                             | 1980             | 25                   | Le Grand Fossé                                                          | 1980                 | 08                  | Fossa Alta                 |  |
| 26               | Die Odyssee                                                  | 1982             | 26                   | L’Odyssée d’Astérix                                                     | 1981                 | 10                  | Odyssea Asterigis          |  |
| 27               | Der Sohn des Asterix                                         | 1983             | 27                   | Le Fils d’Astérix                                                       | 1983                 | 12                  | Filius Asterigis           |  |
| 28               | Asterix im Morgenland                                        | 1987             | 28                   | Astérix chez Rahàzade                                                   | 1987                 | 18                  | Asterix Orientalis         |  |
| –                | Wie Obelix als kleines Kind in den Zaubertrank geplumpst ist | 1989             | –                    | Comment Obélix est tombé dans la marmite du druide quand il était petit | 1989                 |                     |                            |  |
| 29               | Asterix und Maestria                                         | 1991             | 29                   | La rose et le glaive                                                    | 1991                 | 20                  | Asterix et Maestria        |  |
| 30               | Obelix auf Kreuzfahrt                                        | 1996             | 30                   | La galère d’Obélix                                                      | 1996                 | 21                  | Navis Actuaria Obeligis    |  |
| 31               | Asterix und Latraviata                                       | 2001             | 31                   | Astérix et Latraviata                                                   | 2001                 | 22                  | Asterix et Latraviata      |  |
| 32               | Asterix plaudert aus der Schule                              | 2003             | 32                   | Astérix et la rentrée gauloise                                          | 2003                 |                     |                            |  |
| 33               | Gallien in Gefahr                                            | 2005             | 33                   | Le ciel lui tombe sur la tête                                           | 2005                 | 25                  | Caelum in caput ejus cadit |  |
| 34               | Asterix & Obelix feiern Geburtstag                           | 2009             | 34                   | L’anniversaire d’Astérix et Obélix – Le livre d’or                      | 2009                 |                     |                            |  |
| 35               | Asterix bei den Pikten                                       | 2013             | 35                   | Astérix chez les Pictes                                                 | 2013                 |                     |                            |  |
| 36               | Der Papyrus des Cäsar                                        | 2015             | 36                   | Le Papyrus de César                                                     | 2015                 | 26                  | Papyrus Caesaris           |  |
| 37               | Asterix in Italien                                           | 2017             | 37                   | Astérix et la Transitalique                                             | 2017                 |                     |                            |  |
| 38               | Die Tochter des Vercingetorix                                | 2019             | 38                   | La Fille de Vercingétorix                                               | 2019                 |                     |                            |  |
| –                | Der Goldene Hinkelstein                                      | 2020             | –                    | Le Menhir d’Or                                                          | 2020                 |                     |                            |  |
| 39               | Asterix und der Greif                                        | 2021             | 39                   | Astérix et le Griffon                                                   | 2021                 |                     |                            |  |
| 40               | Die weiße Iris                                               | 2023             | 40                   | L’Iris Blanc                                                            | 2023                 |                     |                            |  |

## Kurzgeschichten

### Kurzgeschichten im Comic-Format
Im Laufe der Jahre entstanden neben den Alben auch diverse Kurzgeschichten.

### Asterix plaudert aus der Schule
Die folgenden Geschichten wurden 2003 im 32. Album Asterix plaudert aus der Schule nachgedruckt (die letzte Geschichte, ABC-Schütze Obelix, kam erst bei einer Neuauflage von 2006 dazu):
- Die Geburt einer Idee:
(1962, 1 Seite) Uderzo und Goscinny erregen Aufsehen, als sie emphatisch in einem Bistro die Ideen für eine Asterix-Geschichte entwickeln.
- Obelisc’h:
(1963, 5 Seiten) Uderzo und Goscinny treffen auf einen Nachfahren von Obelix. Die ursprünglich dazu erschienenen weiteren zehn Bilder wurden hier und auch sonst nicht mehr veröffentlicht.
- Der gallische Frühling:
(1966, 2 Seiten) Asterix, Obelix und Miraculix helfen dem „gallischen Frühling“, durch ein kleines Männchen personifiziert, zum Durchbruch.
- Gallischer Schulanfang:
(1966, 2 Seiten) Asterix und Obelix sammeln die Dorfkinder nach den Ferien wieder für die Schule ein.
- Neujahr unterm Mistelzweig:
(1967, 2 Seiten) Obelix versucht entsprechend der Tradition einen Kuss von Falbala unter dem Mistelzweig zu bekommen.
- Das Maskottchen:
(1968, 8 Pocket-Seiten, später umgezeichnet zu 4 Album-Seiten) Idefix wird von einem römischen Legionär als Maskottchen entführt.
- Verbesserungsvorschläge:
(1969, 3 Seiten) Die schon damals vielfältige Kritik an dem Stil von Asterix wird durch alternative Ausgestaltungen in Form von Underground-Comics oder dem Hippie-Stil parodiert.
- Mini, Midi, Maxi:
(1971, 2 Seiten) Satire auf Modetorheiten – ursprünglich erschienen in der Zeitschrift Elle.
- Latinomanie:
(1973, 1 Seite) Satire auf die unüberlegte Verwendung von Fremdwörtern.
- Im Jahre 50 v. Chr.:
(1977, 3½ Seiten) Präsentation der gallischen Welt bzw. Kurzeinführung in die Serie – ursprünglich im National Geographic Magazine veröffentlicht, um die Amerikaner mit Asterix vertraut zu machen.
- Olympiade in Lutetia:
(1986, 4 Seiten) Asterix und Obelix helfen Lutetia, Olympiastadt zu werden – ursprünglich erschienen in der Zeitschrift Jours de France.
- 35 Jahre vor Julius Cäsar:
(1994, 4 Seiten) Hier wird die Geburt von Asterix und Obelix erzählt.
- Kokolorix – der gallische Hahn:
(2003, 5 Seiten) Mit Hilfe von Idefix siegt der gallische Hahn über den Adler, das Symbol Roms.
- ABC-Schütze Obelix:
(2004, Titelblatt und drei weitere Seiten in der Zeitschrift Lire) Erschien deutschsprachig erst 2006 in der dritten Auflage von Asterix plaudert aus der Schule. Obelix erhält von Falbala einen Brief und versucht mit Hilfe eines Lehrbuchs von Miraculix, diesen zu lesen.

### Sonstige
Folgende Asterix-Kurzgeschichten erschienen in diesem Sonderband nicht:
- April, April:
(1961, 2 Seiten)[31] Aprilscherz, in dem neben Asterix weitere Hauptfiguren aus Pilote vorkommen. Einzige deutsche Veröffentlichung im Sonderband Uderzo – auf dem Weg zu Asterix.[32]
- (Namenlose Geschichte):
(1977, 6 Strips) Studienreise von Asterix und Obelix zur gotischen Hinkelsteinproduktion, die rechteckig, statt wie bei Obelix oval, sind. Entstanden für die Zeitschrift Stern, Ausgabe 2/77, wurde die Geschichte im achten Band der Gesamtausgabe nachgedruckt. Der Abdruck in der Gesamtausgabe ist verkleinert, schwarz-weiß und umfasst auch den im Stern die Geschichte begleitenden Artikel.[33]
- 12 Prüfungen für Asterix:
(1977, 27 Seiten) 12 Prüfungen für Asterix ist eine Comic-Fassung des Films Asterix erobert Rom (1975). Der Comic wurde von Uderzos Bruder Marcel gezeichnet und war lange nicht für weitere Veröffentlichungen freigegeben. Die erste deutsche Veröffentlichung erfolgte in der Zeitschrift Comixene, Ausgabe 24–29.[34] Zum 40. Jubiläum des Films erschien 2016 eine überarbeitete und neu illustrierte Version unter dem Titel des Films Asterix erobert Rom.[35]
- Die Antiquitätenhändler:
(1985, 4 Seiten) Die Geschichte wurde von Uderzo nicht mehr für weitere Nachdrucke freigegeben, da auch hier die Zeichnungen von Marcel Uderzo stammen. Einzige deutsche Veröffentlichung im Sonderband Gallische Geschichten.[34]

Außerdem gab es in Pilote vor dem Erstabdruck der Geschichten Vorankündigungen, von denen die folgenden selbst den Charakter einer Kurzgeschichte haben:
- Pressekonferenz/Ankündigung für Der Kampf der Häuptlinge:
(1964, 1 Seite) Erschien auf Deutsch in der Gesamtausgabe[36] sowie dem Album Asterix plaudert aus der Schule,[37] in letzterem Fall ohne Titelangabe.
- Talk-Show/Ankündigung für Asterix bei den Briten:
(1965, 1 Seite) Veröffentlicht in der Gesamtausgabe.[38]
- Ankündigung für Asterix und der Arvernerschild:
(1967, 1 Seite) Veröffentlicht in der deutschen Gesamtausgabe unübersetzt in französischer Sprache.[39]
- Ankündigung für Asterix bei den Schweizern:
(1970, 1 Seite) Veröffentlicht in der Gesamtausgabe.[40]

Es sind noch weitere Kurzgeschichten über Asterix bekannt, die aber – wohl autorisiert – von anderen Zeichnern und Textern stammen. Sie wurden nur für eine einmalige Veröffentlichung geschaffen.
Darüber hinaus erschien Asterix in einigen Crossovers in der Zeitschrift Pilote, die selten oder nie mehr veröffentlicht wurden. Auch wurden Figuren aus der Comicserie für einzelne Gag-Illustrationen in der Zeitschrift Pilote verwendet, beispielsweise trug Obelix eine Zeit lang das Schild mit Heftnummer und dem Datum auf dem Titelblatt und sorgte dabei oft in seiner Unbeholfenheit für witzige Szenen.

### Kurzgeschichten in Kleinbuchserie
1973 sind im Pestalozzi Verlag insgesamt zwölf Asterix-Bücher als Kleinbuchserie mit jeweils 16 Seiten erschienen, in denen einzelne Comic-Szenen mit erzählendem Text kombiniert wurden. Die Geschichten basieren überwiegend auf den Hauptbänden, aus denen auch die meisten Comic-Szenen entnommen wurden. Diese Kleinbuchserie ist heutzutage vor allem bei Sammlern sehr begehrt.
1. Asterix der Gallier (angelehnte, stark verkürzte Fassung des Originalalbums)
2. Asterix bei den Olympischen Spielen (angelehnte, stark verkürzte Fassung des Originalalbums)
3. Asterix und Obelix (Anfangsszenen aus Asterix als Legionär)
4. Asterix und die Römer (angelehnte, stark verkürzte Fassung von Asterix bei den Goten)
5. Asterix streitet mit Obelix
6. Asterix und Miraculix
7. Asterix, Obelix und der Fisch (angelehnte, stark verkürzte Fassung von Asterix in Spanien)
8. Asterix und Majestix
9. Asterix und der Kupferkessel (angelehnte, stark verkürzte Fassung des Originalalbums)
10. Asterix braucht Geld (angelehnte, stark verkürzte Fassung von Asterix und der Kupferkessel)
11. Asterix weiß immer Rat
12. Asterix in Spanien (angelehnte, stark verkürzte Fassung des Originalalbums)

### KleinbuchserieAsterix erobert Rom
1976 brachte ebenfalls der Pestalozzi Verlag die mehrteilige Buchreihe Asterix erobert Rom nach dem gleichnamigen Zeichentrickfilm heraus. Die Bücher haben jeweils 20 Seiten im Format 19 cm × 17 cm und enthalten unter der Bezeichnung „Heldentaten“ die verschiedenen Aufgaben aus dem Zeichentrickfilm. Außerdem enthält jedes Buch ein Ausmalbild zum Titelthema.

### Abenteuerspiel-BändeAlea jacta est
1988–1989 veröffentlichte der Ehapa Verlag vier sogenannte Abenteuerspiel-Bände. Diese fordern den Leser – der die Rolle der Figur Grautvornix aus dem Album Asterix und die Normannen übernimmt – dazu auf, den Fortgang der Handlung selbst zu bestimmen: Man muss entscheiden, auf welchen Seiten man weiterlesen will. Aufgebaut sind die Bände in Form eines Wechsels von Mini-Texten und verschiedenen Bildern aus bis dato erschienenen Alben. Folgende Titel sind erschienen:
1. Das Gipfeltreffen (Le rendez-vous du chef)
2. Der helle Barde (La vedette armoricaine)
3. Die Hinkelsteinfälscher (L’affaire des faux menhirs)
4. Das große Spiel (Le grand jeu)

### Koch- und Backbücher
- 1993 erschien bei der Egmont Comic Collection die gebunde Ausgabe Kochspaß mit Asterix mit dem Untertitel Essen wie Gott in Gallien.[41] Die 61-seitige Hardcoverausgabe beschreibt die Zubereitung von neun einfachen Gerichten aus der Welt der Comicfiguren. Die Rezepte stammen von Marie-Christine Crabos.
- 1994 erschien bei der Egmont Comic Collection die gebundene Ausgabe Backspaß mit Asterix mit dem Untertitel Naschen wie Gott in Gallien mit 27 Kuchen- und Gebäckrezepten von Marie-Christine Crabos.[42] Auf 61 Seiten beschreiben illustrierte Anleitungen den Zubereitungsvorgang und zeigen das fertige Produkt. Die bekannten Charaktere aus den Asterixcomics geben dazu Erläuterungen und Kommentare.

### Bastelbücher
- 1973 und 1974/1975 erschienen in Deutschland in vier Ausgaben Bastelbücher im Inter Verlag Köln mit thematischen Anleihen an die Comic-Bände. In Großbritannien waren es sogar sechs Bände. Die Bastelbögen zeigen verschiedene Szenarien, die an die Abenteuer der Asterix-Hefte angelehnt sind.
  - Band 1 Baut das Dorf der Gallier (1974) enthält bekannte Häuser aus dem gallischen Dorf zum losen Aufstellen.
  - Band 2 Das Römer-Kastell (1974) enthält römische Wehrbauten.
  - Band 3 Baut das alte Ägypten (1975) enthält Modelle von Cäsars Palast, der großen Sphinx, Kleopatras Staatsgaleere und des Triumphwagens aus dem Band Asterix und Kleopatra.
  - Band 4 Alle Wege führen nach Rom (1975) enthält Modelle des Kolosseums in Rom, eines Triumphbogens und eines kleinen Tempels, angelehnt an das Heft Asterix als Gladiator.

Bei der ersten Auflage aus 1973 mussten die Teile konventionell ausgeschnitten werden, während bei den vier Heften der neueren Auflage die Motive vorgestanzt und auf festerem Glanzkarton gedruckt waren. Von der Gestaltung und der Bauweise waren die Modelle kindgerecht einfach gehalten, dazu gesellten sich gezeichnete Figuren zum Aufstellen sowie auf Extraseiten Informationen zum Bau der Modelle und zur jeweiligen Thematik. Die Gestaltung erfolgte laut Impressum von Hans-Ullrich und Heinz Baer.
- 1992 erschienen im Bastei Verlag zwei Bastelbücher mit ebenfalls vorgestanzten und auf beiden Seiten farbig bedruckten Teilen. Das Material bestand aus starken Karton mit Glanzlackierung, die Gesamtgestaltung war farbiger und lebendiger. Die beiden Hefte Das Gallier-Dorf und Das Römer-Fort beinhalteten wie gewohnt Informationen zu den Themen der jeweiligen Bastelbögen sowie kleine Rätselspiele. Dieses Mal lag der Charakter der Ensembles auf einem Panorama-ähnlichen Erscheinen. So ist beispielsweise das gallische Dorf mit einem Holzzaun umrundet und eine Zeichnung vom Meer aus dem hinteren Heftumschlag bildet den Hintergrund für das Modell. Ebenfalls sind Figuren zum Aufstellen enthalten. Die Gestaltung erfolgte laut Impressum von Mirka Pollmer.

## Lexika
In deutscher Sprache sind drei autorisierte Lexika zu Asterix erschienen:
- Im Jahr 1986 im Horizont-Verlag Das große Asterix-Lexikon
- Im Ehapa-Verlag 1990 ein zweibändiges Werk, das das erste Lexikon um zwei Geschichten ergänzt
- Zum Anlass 40 Jahre Asterix 1999 bei Egmont Ehapa Das große Asterix-Lexikon

## Übersetzungen
Die Bücher wurden in 120 Sprachen übersetzt, darunter auch Altgriechisch und Latein, Iwrit, Thailändisch, Esperanto, Westfriesisch, Plattdeutsch und verschiedene bündnerromanische Idiome wie Unterengadinisch, hinzu kommen zahlreiche Dialekte. Nach dem Erfolg der Dialekt-Reihe in Deutschland brachte man in einigen anderen Ländern ebenfalls Dialektfassungen heraus. In Frankreich selbst geschah dies sehr zögerlich, da man ein Erstarken regionaler Identitäten fürchtet. Diesbezüglich ist Asterix auch heute noch in Frankreich ein Politikum.
Bis Oktober 2023 wurden weltweit über insgesamt 393 Millionen Asterixbände gedruckt, wobei der mit Abstand größte Erfolg in Frankreich mit 141 Millionen Bänden und in Deutschland mit 128 Millionen Bänden erreicht wird.

### Deutsche Fassung von Rolf Kauka
Rolf Kauka erhielt 1965 als Erster die Rechte, die in Frankreich und Belgien bereits bekannten Abenteuer von Asterix im deutschsprachigen Raum zu veröffentlichen. Asterix und Obelix wurden bei Kauka zu Siggi und Babarras, der Druide wurde zu Konradin (nach Konrad Adenauer), der Häuptling Abraracourcix zu Mark Hein. Das gallische Dorf trug den Namen Bonnhalla (Bonn/Walhalla) und lag am rechten Ufer des Rheins. Der Menhir von Obelix blieb ein solcher (Menhir-Stein, Steinchen), die Bezeichnung Hinkelstein gibt es erst seit den Ehapa-Bearbeitungen ab 1967. Die Geschichten spielten wie im Original zur Zeit von Julius Cäsar, in den Übersetzungen waren dennoch viele politische Anspielungen auf die Bundesrepublik der 1960er Jahre enthalten, ebenso auf die DDR. Die mit amerikanischem Einschlag sprechenden römischen Besatzer entsprachen dabei den alliierten Besatzern der unmittelbaren Nachkriegszeit. Das Römische Reich wurde, in Anspielung auf die NATO, zu Natolien.
Rolf Kauka war persönlich für diese Bearbeitungen verantwortlich. Er brachte das antisemitische Vorurteil eines wuchernden Juden (in Die goldene Sichel) ebenso unter wie demokratiefeindliche Anspielungen. Der Barde Troubadix wurde beispielsweise in Parlamet umbenannt, ein Kofferwort aus ‚Parlament‘ und dem alkoholischen Getränk ‚Met‘. Den Menhir bzw. Hinkelstein deutete er zum Schuldkomplex um und damit zur rechten Metapher der Aufarbeitung des Holocausts. Bonnhalla war in diesen Übersetzungen die „Fluchtburg“ der „tapferen Recken“, die den „Gedanken an die Wiedervereinigung“ noch nicht aufgegeben hätten und „glühend für die Rückeroberung der alten Gebiete“ einträten. Bereits nach Abdruck der ersten Geschichte, in diesem Fall Die goldene Sichel, erreichte Kauka eine Abmahnung von Goscinny und Uderzo, übermittelt von Georges Dargaud. Er brachte unbeirrt davon Asterix als Gladiator (unter dem einem damals populären Roman entlehnten Titel Kampf um Rom) und Asterix und die Goten (als Siggi und die Ostgoten) auf gleiche Weise heraus. Dargaud kündigte daraufhin den Lizenzvertrag wegen Vertragsbruchs, Kauka klagte dagegen, verlor aber in zwei Instanzen. Trotz des Urteils und des Lizenzentzuges mit sofortiger Wirkung veröffentlichte Rolf Kauka im Anschluss noch das im Original erste Asterix-Album als Siggi, der Unverwüstliche, von dem ihm noch vorab die Druckvorlagen geliefert worden waren.
Ab 1967 brachte Kauka eine eigene, an Asterix stark angelehnte Comicreihe unter dem Titel Fritze Blitz und Dunnerkiel heraus, die er ein Jahr später wiederum in Siggi und Babarras umbenannte. Ihr war aber kein Erfolg beschieden, sie wurde 1969 nach wenigen Folgen eingestellt.
Der Autor Thomas Bleicher spricht im Hinblick auf Kaukas Eindeutschung von „einem eher dunklen Kapitel deutscher Comic-Historie“. Der 2011 verstorbene Reporter Roland Mietz meinte, dass Kaukas Asterix-Bearbeitung als Hauptgrund für dessen allgemein schlechten Leumund in Feuilleton und Kulturkritik zu sehen ist, und zog Parallelen zum Image Axel Springers. Uderzo bezeichnete die Erfahrung noch nach Jahrzehnten als „furchtbare Geschichte“. Er fühlte sich lange von Kauka verfolgt, der „nach Frankreich kam und behauptet hat, dass wir ihn ruinieren.“

### Deutsche Übersetzung des Ehapa-Verlages
Der nächste deutsche Lizenzinhaber war und ist bis heute der Stuttgarter Ehapa-Verlag, der Asterix von 1967 bis 1977 in den MV-Comix vorabveröffentlichte und seit 1968 in Albenform publiziert, wobei anfangs kein Wert auf eine chronologische Reihenfolge gelegt wurde. Für die deutsche Übersetzung der Bände war bis Band 29 Gudrun Penndorf verantwortlich, danach Adolf Kabatek, Michael F. Walz und Klaus Jöken. Wie die Zeitung Die Welt feststellte, hat Penndorf „zum deutschen Erfolg von Asterix und zur Bereicherung der deutschen Sprache […] mindestens genauso viel [beigetragen] wie die legendäre Erika Fuchs bei Donald Duck. Nur ist Penndorfs Leistung bisher noch nicht annähernd so breit gewürdigt worden.“
Die Übersetzungen in die jeweiligen Dialekte werden von lokalen Experten vorgenommen. Die lateinische Übersetzung erfolgt durch Karl-Heinz Graf von Rothenburg (Rubricastellanus; lateinisch ‚rot‘, ‚Burgherr‘).
Den obligatorischen lateinischen Sprichwörtern und Zitaten der Serie wurde für die Übersetzung ins Lateinische die Wendung delirant isti Romani: „Die spinnen, die Römer“ hinzugefügt. In der italienischen Ausgabe bot sich für Obelix’ Spruch, der im Original « Ils sont fous, ces Romains » lautet, ein Wortspiel an: „Sono Pazzi Questi Romani“, kurz S.P.Q.R.

### Liste sprechender Namen der Nebenfiguren
Typisch für die Asterix-Comics sind sprechende Namen für viele Nebenfiguren, die von Sprache zu Sprache wechseln. Hierzu einige Beispiele:
| Figur                  | deutsch                               | französisch     | portugiesisch                      | britisch       | amerikanisch  | italienisch     | spanisch       | niederländisch  | schwedisch    | finnisch       | griechisch                                                                   |
| Frau des Häuptlings    | Gutemine                              | Bonemine        | Naftalina                          | Impedimenta    | Belladona     | Beniamina       | Karabella      | Bellefleur      | Bonemine      | Smirgeline     | Μπονεμίνα [Bonemína] (Μιμίνα) [(Mimína)]                                     |
| Hund des Obelix        | Idefix                                | Idéfix          | Idéiafix                           | Dogmatix       | Dogmatix      | Idefix          | Ideafix        | Idefix          | Idefix        | Idefix         | Ιντεφίξ [Idefíx]                                                             |
| Häuptling              | Majestix                              | Abraracourcix   | Matasetix oder Abracourcix         | Vitalstatistix | Macroeconomix | Abraracourcix   | Abraracúrcix   | Abraracourcix   | Majestix      | Aladobix       | Μαζεστίξ [Majestix] (Μοναρχίξ) [(Monarchíx; frühere Ausgaben)]               |
| Greis                  | Methusalix                            | Agecanonix      | Decanonix oder Veteranix           | Geriatrix      | Arthritix     | Matusalemmix    | Edadepiédrix   | Nestorix        | Senilix       | Senilix        | Μαθουσαλίξ [Methusalíx] (Παλαιοντολογίξ) [(Paläontologíx; frühere Ausgaben)] |
| Druide                 | Miraculix                             | Panoramix       | Panoramix                          | Getafix        | Magigimmix    | Panoramix       | Panorámix      | Panoramix       | Miraculix     | Akvavitix      | Πανοραμίξ [Panoramíx]                                                        |
| Barde                  | Troubadix                             | Assurancetourix | Cacofonix oder Chatotorix          | Cacofonix      | Malacoustix   | Assurancetourix | Asurancetúrix  | Assurancetourix | Troubadix     | Trubadurix     | Κακοφονίξ (Kakofoníx)                                                        |
| Fischhändler           | Verleihnix                            | Ordralfabétix   | Ordemalfabetix oder Ordenalfabetix | Unhygienix     | Epidemix      | Ordinalfabetix  | Ordenalfabétix | Kostunrix       | Crabbofix     | Amaryllix      | Αλφαβητίξ [Alphavitíx] (Καταλφαβητίξ) [(Katalphavitíx; frühere Ausgaben)]    |
| Frau des Fischhändlers | Jellosubmarine                        | Iélosubmarine   | –                                  | Bacteria       | –             | Ielosubmarine   | Yelosubmarin   | Forentientje    | fru Crabbofix | Jelousubmarine | Γελοουσαμπμαρίνα [Jellousubmarína]                                           |
| Schmied                | Automatix (Armanix; frühere Ausgaben) | Cétautomatix    | Éautomatix oder Automatix          | Fulliautomatix | –             | Automatix       | Esautomátix    | Hoefnix         | Smidefix      | Caravellix     | Αυτοματίξ [Automatíx]                                                        |
| Schwarm des Obelix     | Falbala                               | Falbala         | Falbala                            | Panacea        | –             | Falbalà         | Falbalá        | Walhalla        | Lillfixa(n)   | Mimosa         | –                                                                            |

## Bearbeitungen und Plagiate
Der Bastei-Verlag veröffentlichte von 1972 bis 1975 die deutsche Comic-Serie Jupiter, deren Autoren sich sehr offensichtlich bei Asterix bedient hatten.
Während ansonsten entsprechende Vorhaben regelmäßig keine Genehmigung der französischen Rechteinhaber erhielten, erschien 1984 mit deren offizieller Genehmigung ein 16-seitiger Sonderband zur 2000-Jahr-Feier der Stadt Neuss mit dem Titel Asterix in Novaesium. Die Herausgabe dieses Sonderbandes erfolgte durch das Amt für Presse- und Öffentlichkeitsarbeit der Stadt Neuss. Er gibt unter Verwendung von Bildern aus 17 verschiedenen bestehenden Bänden und Hinzufügung neuer Sprechblasentexte (u. a. sprechen römische Legionäre nun Neusser Mundart) die Gründungsgeschichte der Stadt Neuss im Jahre 16 v. Chr. wieder.
Es existiert eine größere Anzahl von Asterix-Plagiaten, die größtenteils aus den Protestbewegungen der 1980er Jahre stammen. In diesen illegal gehandelten Heften wurden Bilder aus verschiedenen Originalausgaben zu neuen Geschichten zusammenmontiert und, soweit erforderlich, mit einem neuen Text versehen. So will beispielsweise in Asterix und das Atomkraftwerk (von dem es mindestens acht in Details verschiedene Versionen gibt) Julius Cäsar einen Brutus Rapidus an Stelle des gallischen Dorfs bauen. Andere Plagiate sind beispielsweise: Asterix im Hüttendorf (Thema „Startbahn West“), Asterix in Bombenstimmung und Asterix und die Atombombe (Thema: Nachrüstung), Asterix’s Grass-Zauber (in dem die Römer glauben, durch den Konsum von Marihuana unbesiegbar zu werden, und damit eine Antwort auf den Zaubertrank der Gallier zu haben, was sich als Trugschluss erweist), Tumult in Grazium (Lokalpolitik aus Graz) und Asterix gegen Rechts. Derartig motivierte Plagiate gibt es auch zu anderen Comic-Serien (Häuserkampf in Entenhausen, Der Sympathisantenschlumpf usw.).
Ein weiteres Plagiat aus dem Jahre 1983, das im Impressum sogar dem Ehapa-Verlag zugeschrieben wird, trägt den Titel Gallas – Skandal auf der Chewing-Ranch. Es erzählt die „Geschichte eines reichen gallischen Familienclans“ und parodiert mit Hilfe der Dorfbewohner die Fernsehserie Dallas.
1988 erschien in Heft 2 des deutschen Comic-Magazins Rammbock die Asterix-Parodie Die Lösung von Kringelixen von Haggi (Hartmut Klotzbücher). Inhaltlich parodiert die Geschichte den Konflikt zwischen den Galliern und den Anwälten Uderzos. Eine Klage von letzteren bereitete der Zeitschrift Rammbock nach drei Ausgaben das Aus.
Zum Jubiläum von Asterix im Jahr 1989 erschien im Saga-Verlag München ein Album mit Persiflagen namhafter deutscher Karikaturisten und Comic-Zeichner: Die hysterischen Abenteuer von Isterix basierte auf dem ein Jahr zuvor in Frankreich veröffentlichten Album Les invraisemblables aventures d’Istérix (mit Beiträgen französischer Zeichner). Obwohl sich diese Veröffentlichung als Hommage verstand, bekamen es die beteiligten Künstler mit Uderzos Anwälten zu tun.
Ebenfalls 1989 erschien bei Saga eine albenlange Persiflage mit dem Titel Falsches Spiel mit Alcolix, gestaltet vom Berliner Zeichner und Cartoonisten Jens Jeddeloh, die vom selben Verlag auch in Frankreich unter dem Titel Alcolix: La vraie parodie vertrieben wurde. Neben den Galliern und Charakteren aus etlichen anderen Comicserien haben in einer abgesonderten „Film“-Sequenz auch Tim und Struppi einen längeren Auftritt. Der aus Alcolix resultierende Rechtsstreit, der zugunsten Uderzos entschieden wurde, führte 1993/94 zu einem über den deutsch-französischen Sprachraum hinauswirkenden Grundsatzurteil (vulgo Alcolix-Entscheidung) des Bundesgerichtshofes zu den Grenzen des Immaterialgüterrechts zwischen Parodie, Persiflage und Plagiat.
Mit Franziska Beckers Comic Feminax & Walkürax erschien 1992 im Verlag der Zeitschrift Emma eine feministische Adaption des Themas. Dies ist der einzige bekannte Fall, in dem eine ohne vorherige Genehmigung geschaffene Adaption geduldet wurde.
Anlässlich der ersten Realverfilmung Asterix und Obelix gegen Cäsar von 1999 erschien in der 9. Ausgabe des 1998 vom Dino Verlag wiederbelebten deutschen MAD-Magazins die Filmparodie Arschterix und Popelix.
Vor der deutschen Bundestagswahl 2005 kursierte im Internet die 44-seitige PDF-Datei Asterix und der Kampf ums Kanzleramt, die ebenfalls mit (nunmehr computergestützter) Bildmontage und geänderten Texten arbeitet. Mit Majestix als Schrödix (Gerhard Schröder), Maestria als Angela Merktnix (Angela Merkel), Greulix (aus Der große Graben) als Guidefix (Guido Westerwelle), Miraculix als Münteferix (Franz Müntefering), Stellartoix (aus Asterix bei den Belgiern) als Läuftfortwienix (Oskar Lafontaine) und dem ebenfalls in dem Großen Graben vorkommenden Grobianix als Bavarix (Edmund Stoiber) persifliert die Geschichte wichtige Akteure des Wahlkampfes und entwirft eine recht groteske Geschichte mit zahlreichen Anspielungen auf die seinerzeit aktuelle Bundes- und Weltpolitik. In Nebenrollen: Julius Cäsar als amerikanischer Präsident Dabblejus (George W. Bush), der heruntergekommene Legionär Keinentschlus aus Das Geschenk Cäsars als rechter Nationalix sowie die Gurus Schandadh und Daisayah aus Asterix im Morgenland als islamistische Terroristen.
2022 veröffentlichte der Zeichner Lewis Trondheim zuerst auf Deutsch die Folge Die neuen Abenteuer von Herrn Hase 6: Beim Teutates!, in der Herr Hase als Asterix erwacht und die geballte Grausamkeit des gallorömischen Kriegs erleben muss.

## Hommagen
Nicht in den Bereich der Asterix-Plagiate fallen drei autorisierte Sammlungen von Hommagen/Persiflagen in Albenform: Zum 35-jährigen Jubiläum des Galliers erschien 1994 der Sonderband Journal exceptionnel d’Astérix (dt.: Asterix – Was für ein Fest!, Ehapa 1995), der zu etwa einem Drittel aus Asterix-Hommagen diverser Zeichner in Form von Cartoons oder kürzeren Comic-Episoden bestand. 1996 folgte mit Uderzo croqué par ses amis (dt.: Uderzo von seinen Freunden gezeichnet, Ehapa 1997) ein vollständiges Hommagen-Album, wobei diesmal der Mitschöpfer von Asterix mit seinen Figuren karikiert wurde. Ein weiteres Album dieser Machart ist Astérix et ses amis, das in Frankreich im April 2007 pünktlich zu Uderzos 80. Geburtstag erschien und in Deutschland mit Verspätung im Oktober 2007 als Asterix und seine Freunde – Hommage an Albert Uderzo bei Ehapa herauskam. Google zeigte am 29. Oktober 2009 zum 50-jährigen Jubiläum ein speziell gestaltetes Google-Logo.
Der 1965 gestartete erste französische Satellit wurde nach Asterix benannt und 1991 erschien Asterix auf der Titelseite des Time magazine. Nach Asterix wurde 2003 der Asteroid (29401) Astérix benannt.
Weitere kleinere Asterix-Hommagen sind als kurze visuelle Zitate in die Comic-Serien anderer Zeichner eingeflossen:
- Eine Asterix-Maske im Karnevalstrubel (Tim und Struppi: Tim und die Picaros)
- Asterix und Obelix auf Plakaten an der Redaktionswand (Gaston)
- Asterix auf Plakat beim Zeitschriftenhändler (Spirou und Fantasio: Schnuller und Zyklostrahlen)
- Ein Doktor mit dem Gesicht von Miraculix (Der kleine Spirou)
- Festbankett (Lucky Luke: Die Daltons in der Schlinge)
- Ein Raumschiff versenkt in Le bandard fou (1974) von Mœbius das Schiff der Piraten aus Asterix
- Artus und Merlin spielen auf den Zwist von Troubadix/Automatix an (Onkel Dagobert: Die Reise ins 6. Jahrhundert von Don Rosa)
- In Mosaik finden sich über Jahre mehr als ein Dutzend Anspielungen auf die Asterix-Comics[68]

Im Super Nintendo-Spiel Super Mario World 2: Yoshi’s Island befindet sich ein Gegner, der Xilebo heißt, umgekehrt also für ‚Obelix‘. Dieser trägt auch das Erkennungsmerkmal der blau-weiß gestreiften Hose und ist ebenfalls dick.
Mit Ersttag 1. September 2015 gab die Deutsche Post AG eine Blockausgabe Asterix mit drei nassklebenden Sondermarken – zweimal 62 Eurocent (Porto für Standardbriefe im Inland mit den Motiven Asterix und Obelix) und einmal 21 Eurocent (Motiv Idefix) – im Gesamtwert von 1,45 Euro (Porto für Großbriefe im Inland) heraus. Der Entwurf stammt von Les Éditions Albert René / Goscinny-Uderzo, die Gestaltung der Blockausgabe erfolgte durch Thomas Steinacker. Daneben erschien ein Markenset Asterix mit zehn selbstklebenden Sondermarken zu je 62 Eurocent (mit den gleichen Motiven zu Asterix und Obelix).
Im Juni 2023 wurde auf der Pariser Luftfahrtschau bekanntgegeben, dass ein im Rahmen der MMX-Mission von JAXA, CNES und DLR geplanter Rover, der der Erforschung des Marsmondes Phobos dienen soll, in Anspielung auf den Hund von Obelix den Namen IDEFIX tragen wird.

## Hörspiele
Es existieren bislang drei deutsche Hörspielreihen:
- Von 1975 bis 1979 wurden die ersten 14 Bände (bis Obelix GmbH & Co. KG) als Hörspielreihe auf Audiocassette für das Label Telefunken/DECCA/Tom & Della Club produziert. Die Sprecher waren professionelle Schauspieler und Opernsänger. Asterix wurde dabei von Joachim Wolff und Obelix von Alexander Welbat gesprochen.
- Von 1986 bis 1992 wurden die ersten 29 Bände (bis Asterix und Maestria) unter der Regie von Heikedine Körting als Hörspielreihe auf Audiocassette für das Label EUROPA produziert. Die Sprecher waren durchgängig, neben vielen wechselnden Nebenfiguren, Hans Clarin (Asterix), Günter Pfitzmann (Obelix), Wolfgang Völz (Majestix), Eric Vaessen (Miraculix), Erzähler war Wolfgang Draeger.[71][72]
- Seit 2004 veröffentlicht Karussell eine neuproduzierte CD-Hörspielreihe basierend auf den Asterixbänden, die nicht mit der alten EUROPA-Reihe identisch ist; Sprecher sind Peter Heinrich (Asterix), Douglas Welbat (Obelix), der Sohn von Alexander Welbat, der 1975 bis 1979 den Obelix sprach, Erzähler ist Wolf Frass.[73]

## Videospiele
Seit den 1980er Jahren wurden zahlreiche Videospielumsetzungen von Asterix entwickelt. Die Spiele erschienen auf unterschiedlichen Plattformen wie dem Amiga, Commodore 64, Konsolen von Atari, Nintendo, SEGA, Sony, Microsoft oder für den Heimcomputer unter Microsoft Windows. Ein Beispiel ist Asterix & Obelix XXL.
Darüber hinaus kündigte die Deutsche Telekom 2013 ein Browserspiel zu Asterix und Obelix an, entwickelt vom österreichischen Unternehmen Sproing. Im Juli 2013 ging das Spiel Asterix & Friends in die Open-Beta-Phase. Im März 2016 ging man eine Partnerschaft mit Bandai Namco ein, die von da an das Spiel managen, und veröffentlichte das Spiel auch als App. Am 1. März 2020 folgte die Übernahme durch den in Hamburg ansässigen Spieleentwickler und -publisher gameXcite GmbH, welcher aufgrund der seitens Adobe angekündigten und auf das Ende desselben Jahres datierten Einstellung von Adobe Flash die Neuentwicklung des Spiels in der Unity Engine einleitete.

## Wissenschaftliche Literatur
Es existiert eine Reihe von wissenschaftlichen Untersuchungen zu Asterix, insbesondere zum historischen Kontext, sprachwissenschaftliche Studien zur Rolle des Comics für die Entwicklung des Genres und zur Problematik der Übersetzung humoristischer, mit Sprachspielen arbeitender und kulturspezifischer Texte oder für die Umsetzung von Comics in das Medium Film.
Asterix ist aber auch Gegenstand nicht ganz ernst gemeinter Untersuchungen, die oft eine andere Botschaft transportieren sollen. So untersuchten Marcel Kamp (Heinrich-Heine-Universität Düsseldorf) und Mitarbeiter in Acta Neurochirurgica (Bd. 153, S. 1351) die Fälle von Schädelhirntraumata durch Brachialgewalt in den Asterixalben. Insgesamt wurden in sämtlichen 34 Asterix-Bänden in einem Zeitraum von über 50 Jahren 704 Fälle gezählt, wobei allerdings bei keinem Römer bleibende Schäden zurückblieben. Fazit der Untersuchung war, dass eine Vielzahl solcher Verletzungen hätte vermieden werden können, wenn die römischen Legionäre, wie auch moderne Menschen, konsequenter von der Möglichkeit Gebrauch gemacht hätten, den Helm unter dem Kinn mit einem Band zu befestigen. Denn in 90 % der Fälle verloren die Römer den Helm vor der Verletzung.
Auch die Analyse der Asterix-Bände auf Fallbeispiele der chemischen Produktion ist nur halbernst gemeint. Leuchs u. a. (DECHEMA-Forschungsinstitut und LTT der RWTH Aachen) analysierten die Bände hinsichtlich der Analogien zur modernen chemischen Industrie in der Chemie Ingenieur Technik. Die in dieser Hinsicht behandelten Themen sind hochaktuell, so werden unter anderem Rohstoffbasis, Kohlendioxid-Sequestrierung, Berater und Wissensverlust thematisiert.

## Filmografie

### Zeichentrick-Filme
- 1967: Asterix der Gallier
- 1968: Asterix und Kleopatra
- 1976: Asterix erobert Rom
- 1985: Asterix – Sieg über Cäsar
- 1986: Asterix bei den Briten
- 1989: Asterix – Operation Hinkelstein
- 1994: Asterix in Amerika
- 2006: Asterix und die Wikinger

### Computeranimierte Filme
- 2014: Asterix im Land der Götter
- 2018: Asterix und das Geheimnis des Zaubertranks

### Realfilme
- 1999: Asterix und Obelix gegen Caesar mit Christian Clavier, Gérard Depardieu, Gottfried John, Roberto Benigni, Laetitia Casta
- 2002: Asterix & Obelix: Mission Kleopatra mit Christian Clavier, Gérard Depardieu, Alain Chabat, Monica Bellucci
- 2008: Asterix bei den Olympischen Spielen mit Clovis Cornillac, Gérard Depardieu, Alain Delon
- 2012: Asterix & Obelix – Im Auftrag Ihrer Majestät mit Édouard Baer, Gérard Depardieu, Fabrice Luchini, Catherine Deneuve
- 2023: Asterix & Obelix im Reich der Mitte mit Guillaume Canet, Gilles Lellouche, Vincent Cassel, Pierre Richard und Zlatan Ibrahimovic

### Fernsehserien
- 2025: Asterix & Obelix: Der Kampf der Häuptlinge

#### Idefix und die Unbeugsamen
Die Fernsehserie Idefix und die Unbeugsamen ist eine Spin-Off-Animationsserie von Asterix. Die Serie spielt im Jahre 52 v. Chr., zwei Jahre vor dem ersten Aufeinandertreffen zwischen Idefix und Obelix. Seit 2021 entstanden 52 Folgen in einer Staffel. Zudem sind seit März 2022 sieben Comics zur Serie erschienen, weitere sollen folgen.

## Markenrechtsschutz
Asterix und Obelix sind eingetragene Marken des Pariser Verlags Les Éditions Albert René, der die Rechte aus der Marke bereits mehrfach geltend gemacht hat. So wurde beispielsweise der Inhaber des Markennamens MobiliX (für: Mobiles Unix) wegen angeblicher Verwechslungsgefahr mit ‚Obelix‘ verklagt. Nachdem der Verlag beim Oberlandesgericht München diesen Rechtsstreit gewonnen hatte, legte der Markeninhaber von MobiliX erfolglos Nichtzulassungsbeschwerde beim Bundesgerichtshof ein. Eine ähnliche Klage gegen den Handynamen Mobilix von Orange S.A. hingegen scheiterte vor dem europäischen Gerichtshof. Auch ein Berliner Tonstudio namens Masterix musste nach rechtlichem Einspruch seinen Namen aufgeben.
Mitte der 1980er Jahre verfolgte der Rechtsanwalt Günter Freiherr von Gravenreuth Asterix-Plagiate, in denen unlizenziert Zeichnungen aus Asterix-Bänden mit neuen Texten in den Sprechblasen versehen wurden, um damit z. B. auf satirische Weise gegen Kernkraft (Asterix und das Atomkraftwerk), gegen die Nachrüstung (Asterix in Bombenstimmung) oder gegen die Startbahn West des Frankfurter Flughafens (Asterix im Hüttendorf) zu protestieren. So wurden Tauschanzeigen von Comicsammlern durchsucht und Anfragen nach diesen Comics an alternative Buchhandlungen geschrieben. Anbieter dieser Hefte erhielten Abmahnungen. Auch stellte Gravenreuth im Namen seines Mandanten gegen den Veranstalter des Kölner Comic-Tauschtages Strafantrag, weil ein Teilnehmer dieser Veranstaltung entsprechende Hefte anbot. Außerdem sorgte Gravenreuth dafür, dass diese Hefte seit 1985 im Comic-Preiskatalog nicht mehr mit Sammlerwert aufgeführt werden.

## Umgangssprache
In der zeitgenössischen Umgangssprache bezeichnen „Gallier“ oder ein „Gallisches Dorf“ oftmals Personen, Institutionen oder Orte, die sich einer von außen vorgegebenen, aufgezwungenen oder im sonstigen Umfeld üblichen Sache oder Entwicklung widersetzen oder zumindest entziehen. Die im Vorspann der Bände auftauchende Wortverbindung „Ganz Gallien? Nein!“, die gleichfalls einen hohen Wiedererkennungswert hat, wird – bei Ersetzung von Gallien durch Deutschland – gelegentlich genutzt, um in ironischer Weise auf Ausnahmen von einem weithin geglaubten Sachverhalt in Deutschland aufmerksam zu machen.

## Parc Astérix
Der Parc Astérix ist ein im Jahr 1989 in der 30 Kilometer nördlich von Paris gelegenen Gemeinde Plailly eröffneter Freizeitpark, dem eine Hotelanlage angeschlossen ist. Dieser der Welt des Comichelden Asterix geweihte Themenpark nimmt mit etwa 1,8 Millionen Besuchern den vierten Rang unter den besucherstärksten Freizeitparks in Frankreich ein.

## Dokumentarfilm
- Zaubertrank Asterix. (OT: La Potion Astérix.) Dokumentarfilm, Frankreich, 2013, 54:30 min, Buch und Regie: Pascal Forneri, Produktion: Cinétévé, arte France, BnF, Erstsendung: 19. Januar 2014 bei arte, Inhaltsangabe. [Memento vom 21. Juli 2014 im Internet Archive] von arte.